# 機動戦士ガンダムAGEの登場人物
機動戦士ガンダムAGEの登場人物（きどうせんしガンダムエイジのとうじょうじんぶつ）では、テレビアニメ『機動戦士ガンダムAGE』に登場する架空の人物について説明する。

## 概要
『機動戦士ガンダムAGE』は、MS （モビルスーツ）と呼称される有人ロボット兵器同士による戦争を描いた「ガンダムシリーズ」の、テレビアニメ第14作目にあたる作品で、100年をかけて続いていく宇宙戦争を、親子3世代にわたって主人公を交代しながら描くという内容である。
劇中の戦争は、劇中で用いられる架空の紀年法でA.G.101年から始まり、最初の主人公がガンダムに搭乗して戦うことになる第1部はA.G.115年の出来事であると設定されている。物語は「フリット編」「アセム編」「キオ編」「三世代編」と、各世代の主人公の名前で区切られており、世代交代を経るごとに数十年の年月が劇中で経過する。本記事では、最初のフリット編から順に「第1部」「第2部」「第3部」「第4部」という呼称を用い、登場人物を初出の世代に分けて説明する。
OVA『機動戦士ガンダムAGE MEMORY OF EDEN』については、以下『MOE』と表記する。また、小説版や漫画版などにおいてのテレビ版の登場人物の動向も記載する。なお、PSP用ゲームソフト『機動戦士ガンダムAGE ユニバースアクセル/コズミックドライブ』、漫画『機動戦士ガンダムAGE 〜クライマックスヒーロー〜』は、以下『PSP版』、『クライマックスヒーロー』と表記する。
外伝漫画『機動戦士ガンダムAGE トレジャースター』の登場人物については「機動戦士ガンダムAGE#『トレジャースター』の登場人物」を、外伝漫画『機動戦士ガンダムAGE 〜追憶のシド〜』の登場人物については「機動戦士ガンダムAGE#『〜追憶のシド〜』の登場人物」を、各登場人物が所属する国家や組織の詳細については「機動戦士ガンダムAGE#用語」を参照。

## アスノ家・家系図
|  |  |                                         |                                         |                                         |                                         |                                         |                                         |                  |                  |                  |                  |                  |                  |                                         |                                         |                                         |                                         |                                         |                                         |  |  |                                         |                                         |                                         |                                         |                                         |                                         |  |  |  |  |  |  |
|  |  |                                         |                                         |                                         |                                         |                                         |                                         |                  |                  |                  |                  |                  |                  |                                         |                                         |                                         |                                         |                                         |                                         |  |  | バルガス・ダイソン （エミリーの祖父）   |                                         |                                         |                                         |                                         |                                         |  |  |  |  |  |  |
|  |  |                                         |                                         |                                         |                                         |                                         |                                         |                  |                  |                  |                  |                  |                  |                                         |                                         |                                         |                                         |                                         |                                         |  |  |                                         |                                         |                                         |                                         |                                         |                                         |  |  |  |  |  |  |
|  |  | ? （不明）                              | ? （不明）                              | ? （不明）                              | ? （不明）                              | ? （不明）                              | ? （不明）                              |                  |                  |                  |                  |                  |                  | マリナ･アスノ                           | マリナ･アスノ                           | マリナ･アスノ                           | マリナ･アスノ                           | マリナ･アスノ                           | マリナ･アスノ                           |  |  | ? （不明）                              | ? （不明）                              | ? （不明）                              | ? （不明）                              | ? （不明）                              | ? （不明）                              |  |  |  |  |  |  |
|  |  | ? （不明）                              | ? （不明）                              | ? （不明）                              | ? （不明）                              | ? （不明）                              | ? （不明）                              |                  |                  |                  |                  |                  |                  | マリナ･アスノ                           | マリナ･アスノ                           | マリナ･アスノ                           | マリナ･アスノ                           | マリナ･アスノ                           | マリナ･アスノ                           |  |  | ? （不明）                              | ? （不明）                              | ? （不明）                              | ? （不明）                              | ? （不明）                              | ? （不明）                              |  |  |  |  |  |  |
|  |  |                                         |                                         |                                         |                                         |                                         |                                         |                  |                  |                  |                  |                  |                  |                                         |                                         |                                         |                                         |                                         |                                         |  |  |                                         |                                         |                                         |                                         |                                         |                                         |  |  |  |  |  |  |
|  |  |                                         |                                         |                                         |                                         |                                         |                                         | フリット・アスノ | フリット・アスノ | フリット・アスノ | フリット・アスノ | フリット・アスノ | フリット・アスノ |                                         |                                         |                                         |                                         |                                         |                                         |  |  | エミリー・アモンド （エミリー・アスノ） | エミリー・アモンド （エミリー・アスノ） | エミリー・アモンド （エミリー・アスノ） | エミリー・アモンド （エミリー・アスノ） | エミリー・アモンド （エミリー・アスノ） | エミリー・アモンド （エミリー・アスノ） |  |  |  |  |  |  |
|  |  |                                         |                                         |                                         |                                         |                                         |                                         | フリット・アスノ | フリット・アスノ | フリット・アスノ | フリット・アスノ | フリット・アスノ | フリット・アスノ |                                         |                                         |                                         |                                         |                                         |                                         |  |  | エミリー・アモンド （エミリー・アスノ） | エミリー・アモンド （エミリー・アスノ） | エミリー・アモンド （エミリー・アスノ） | エミリー・アモンド （エミリー・アスノ） | エミリー・アモンド （エミリー・アスノ） | エミリー・アモンド （エミリー・アスノ） |  |  |  |  |  |  |
|  |  |                                         |                                         |                                         |                                         |                                         |                                         |                  |                  |                  |                  |                  |                  |                                         |                                         |                                         |                                         |                                         |                                         |  |  |                                         |                                         |                                         |                                         |                                         |                                         |  |  |  |  |  |  |
|  |  |                                         |                                         |                                         |                                         |                                         |                                         |                  |                  |                  |                  |                  |                  |                                         |                                         |                                         |                                         |                                         |                                         |  |  |                                         |                                         |                                         |                                         |                                         |                                         |  |  |  |  |  |  |
|  |  | ロマリー・ストーン （ロマリー・アスノ） | ロマリー・ストーン （ロマリー・アスノ） | ロマリー・ストーン （ロマリー・アスノ） | ロマリー・ストーン （ロマリー・アスノ） | ロマリー・ストーン （ロマリー・アスノ） | ロマリー・ストーン （ロマリー・アスノ） |                  |                  |                  |                  |                  |                  | アセム・アスノ （キャプテン・アッシュ） | アセム・アスノ （キャプテン・アッシュ） | アセム・アスノ （キャプテン・アッシュ） | アセム・アスノ （キャプテン・アッシュ） | アセム・アスノ （キャプテン・アッシュ） | アセム・アスノ （キャプテン・アッシュ） |  |  | ユノア・アスノ                          | ユノア・アスノ                          | ユノア・アスノ                          | ユノア・アスノ                          | ユノア・アスノ                          | ユノア・アスノ                          |  |  |  |  |  |  |
|  |  | ロマリー・ストーン （ロマリー・アスノ） | ロマリー・ストーン （ロマリー・アスノ） | ロマリー・ストーン （ロマリー・アスノ） | ロマリー・ストーン （ロマリー・アスノ） | ロマリー・ストーン （ロマリー・アスノ） | ロマリー・ストーン （ロマリー・アスノ） |                  |                  |                  |                  |                  |                  | アセム・アスノ （キャプテン・アッシュ） | アセム・アスノ （キャプテン・アッシュ） | アセム・アスノ （キャプテン・アッシュ） | アセム・アスノ （キャプテン・アッシュ） | アセム・アスノ （キャプテン・アッシュ） | アセム・アスノ （キャプテン・アッシュ） |  |  | ユノア・アスノ                          | ユノア・アスノ                          | ユノア・アスノ                          | ユノア・アスノ                          | ユノア・アスノ                          | ユノア・アスノ                          |  |  |  |  |  |  |
|  |  |                                         |                                         |                                         |                                         |                                         |                                         |                  |                  |                  |                  |                  |                  |                                         |                                         |                                         |                                         |                                         |                                         |  |  |                                         |                                         |                                         |                                         |                                         |                                         |  |  |  |  |  |  |
|  |  |                                         |                                         |                                         |                                         |                                         |                                         | キオ・アスノ     |                  |                  |                  |                  |                  |                                         |                                         |                                         |                                         |                                         |                                         |  |  |                                         |                                         |                                         |                                         |                                         |                                         |  |  |  |  |  |  |
|  |  |                                         |                                         |                                         |                                         |                                         |                                         |                  |                  |                  |                  |                  |                  |                                         |                                         |                                         |                                         |                                         |                                         |  |  |                                         |                                         |                                         |                                         |                                         |                                         |  |  |  |  |  |  |

## 第1部の登場人物
第1部はA.G.115年を舞台として進行する。第1部の主人公フリット・アスノは、物語開始時点ですでに地球連邦軍アリンストン基地の軍人たちと交流をもち、彼らとともに宇宙戦艦「ディーヴァ」に乗艦することになる。フリットが居住するコロニー「ノーラ」は第1話の敵襲によって破壊されるため、一緒にディーヴァに乗艦する友人2名を除き、学校での交友関係などはあまり語られない。ディーヴァは2か所のコロニーを渡り歩いて宿敵「UE（ユーイー、アンノウン・エネミー）」と戦う協力者を集めるが、その過程で連邦軍の指揮下を離れる。
第1部の終盤で、UEの正体はかつて火星圏に取り残された移住民の末裔「ヴェイガン」であると判明するが、フリットに個人的な接触を図る場面がありつつも基本的には断片的な状況のみが描写される。フリットに好意を寄せる女性は2名登場するが、一方のユリン・ルシェルはフリットと惹かれ合いつつも戦死し、常にフリットのそばにいた幼なじみのエミリー・アモンドが第2部主人公であるアセム・アスノの母となる。

### 第1部の主人公
フリット・アスノ
声 - 豊永利行（第1部、第46話・第49話・『PSP版』の外伝シナリオ含む）・嶋村侑（幼少期）・井上和彦（第2部以降・ナレーションも兼任）
男性、14歳。身長147センチメートル。高名な MS （モビルスーツ）鍛冶であるアスノ家の出身で、ガンダムAGE-1の開発者兼パイロット。十代半ばながら大人にも引けを取らない知識と技術をもち、「AGEシステム」を初めとする一連のガンダムの基本システムを確立した。頑固かつわがままで、完璧主義という一面をもつ。
最初のUE事件である「天使の落日」（A.G.101年）と同日に出生し、7歳時に故郷のコロニー「オーヴァン」がUEの襲撃を受け、孤児の身となる。母・マリナが死に際に託したアスノ家秘伝のメモリーユニット「AGEデバイス」に記録されていた設計図をもとにガンダムの開発に着手する。やがてその知能と技術力を地球連邦軍に認められ、「ノーラ」内のアリンストン基地所属の技術者として、念願のAGE-1を完成させる。本来は、機体の整備・管理を行うメカニックの立場にあったが、突如「ノーラ」に襲来したUEを迎撃すべくみずからAGE-1に搭乗し、以降は正式なパイロットとなる。「僕のMSだ」と公言するほどに自作したガンダムに対する思い入れは深く、他人に無断で機体に触れられたり、パイロットの地位を脅かされたりすることに対しては不快感をあらわにする。
周囲からは天才と呼ばれているが、実際は母と故郷を奪ったUEを倒すという強い意志のもとに、過酷な努力を自身に課してきた。「ノーラ」居住時からUEの脅威とガンダムの必要性を熱弁していたが、UEへの危機感が薄い学校内では浮いた存在となっていた、当時は浮いた存在となっていた。UEのことを殺戮を繰り返すモンスターであると考えており、倒すことを躊躇しない。そのため、UEが自分たちと同じ人間であるという事実を知っても、目的のために多くの人命を奪ってきた彼らの行為は怪物のすることと変わりないと考えを改めることはない。
「ミンスリー」の戦いで「Xラウンダー」と呼ばれる特殊能力に覚醒し、アンバット攻防戦では多数のUEを退けていくが、知己の相手であるデシル・ガレットがゼダスのパイロットであると知り、思いを寄せ合いつつあったユリンを支配下に置いていたことでためらいを見せる。しかし、ユリンはデシルの攻撃からかばって戦死し、それをデシルがあざけったことで怒りを爆発させ、デシル機に猛攻を浴びせて行動不能に陥らせる。要塞内部では仇敵であるギーラ・ゾイのデファースを激闘の末に撃破し、機体から脱出したギーラを再度追い詰める。しかし、人を殺す覚悟を問い質してきたギーラの迫力に圧され、結果的に自らの手で復讐することを断念する。一連の戦いを通じて「救世主になる」という目標を果たせなかったことに失望しつつも、UE（ヴェイガン）打倒の意志を新たにする。
第1部のキャラクター原案は、アニメ設定画とおおむね同じである。
小説版第1部では「復讐者」・「戦士」・「天才」といった側面がより濃く描かれており、性格もストイックなものになっているが、それゆえにディケやウルフから自身の危うさを指摘されることも多い。家族ぐるみの付き合いだった「ノーラ」在中の連邦軍人が次々と亡くなっていった悔しさから、ガンダムのパイロットを続ける道を選ぶ。「ファーデーン」でリリアの救助に赴いた際は、デスペラートを操縦した。好物はスパゲッティ。
第1部終了から8年後が舞台となる公式外伝『UNKNOWN SOLDIERS』では22歳。連邦軍に正規入隊し、一隊を預かるMS部隊長としてヴェイガンと戦い続けている。この時期に幼なじみのエミリーと結婚し、長男のアセムと長女のユノアを授かる。なお、一人称も「俺」（ただし、『PSP版』の外伝ストーリーでは「私」の場合も）に変化している。
第2部では39歳→40歳。総司令部「ビッグリング」の司令官を務める中将。オールバックの髪型に口髭を生やすなど、容貌も年齢相応となっている。職務多忙ゆえに帰省もままならない身だが、自邸では良き夫・良き父として妻子を慈しむ家庭人である。一方で、母やユリンを初めとする多くの地球人を死に追いやったヴェイガンへの憎悪は今だ根深く、いかなる犠牲を払ってでも彼らを殲滅し、人類を守ろうとすることにこだわっている。その徹底ぶりは、かつての仲間であったディーヴァクルーたちを困惑させ、やがてアセムとの不和を招く結果となるが、あえてそれらを自覚しながらでの行動でもある。軍人となったアセムに対しては上官として厳しく接する一方、内心では自身のように大切な人を失う悲しみを味わわせたくないと思っており、ときに父としての情を見せることもある。ビッグリング攻防戦以降は一介のパイロットとしてAGE-1フラットを駆り、ガレット兄弟の駆る高性能Xラウンダー専用機とも対等に渡り合う実力を見せる。「ノートラム」攻防戦から1年後の慰霊式典のさなかに、ヴェイガンに内通していた連邦首相フロイ・オルフェノアの罪を暴き、彼を拘束。同様に、連邦内に巣食うヴェイガンの協力者たちを次々に摘発・粛清する。最終的には連邦政府の大幅な組織改変に成功するも、結果として地球圏内部における反連邦勢力の台頭を招くこととなる。
小説版第2部では、自身が生まれ育った38年間で亡くなった戦争やテロの犠牲者を記憶するなど、地球人類全体を家族として捉えており、仇敵のヴェイガンを殲滅することが罪であっても、救世主にならんとしている決意が描かれている。
第3部では63歳。軍を退役し、地球上の町「オリバーノーツ」で孫のキオたち家族と同居している。顎ひげがさらに伸び、ときに丸型のゴーグルを着用している。老いてなお頑健な肉体を保っており、アクロバティックな身のこなしを見せる。ヴェイガンへの憎悪は今だ衰えておらず、来るべき決戦に備えて新型のガンダム「AGE-3」を密かに作り上げていた。さらにキオをAGE-3のパイロットとするべく、ゲームと称して彼に与えた「MSバトルシミュレーター」で操縦技術を習得させていた。AGE-3の初回起動時は、Gセプターに同乗してキオの操縦をサポートする。退役後も過去の地位を傘に軍で権威を振るい、キオには刷り込み的な反ヴェイガン教育を施そうとするなど問題行動も多いが、戦いで親しい者を亡くし悲しむキオを励まし、突如ディーヴァ艦長という重責を背負わされたナトーラを厳しくも優しく指導する。現役時代と変わらない頭の冴えを見せる一方で、キオの危機には冷静さを失い正常な判断力を欠くこともある。死んだと思われていたアセムがビシディアンの首領として生存していたことには複雑な感情を抱き、通信越しに再会した際は激しく怒りを露わにするも、苦悩の末に息子としての彼を信じてキオの救出を託す。
小説版第3部ではアセムが生死不明になったことがきっかけで第一線を退いたとされる。広い屋敷内で寂しそうにしているキオに笑って欲しいとの理由でマッドーナ工房と共同で「MSバトルシミュレーター」を組み立てたが、その戦闘データからキオの才能を見出し、深い罪悪感を抱きながらも彼を戦わせることを選択する。また、AGE-1フラットとAGE-2ダークハウンドによるアセムとの親子対決も展開される。
第4部では、帰還したキオから火星圏の真実を知らされながらもヴェイガン殲滅の意志は曲げず、自身がかつて大切な者を失った過去をキオに打ち明ける。それでも自分で掴んだ答えに沿って進もうとする孫・息子に対し、ルナベース奪還の際にはアルグレアスの協力を得て大量破壊兵器であるプラズマダイバーミサイルの使用許可を密かに得るなど、今までの自己の行動の正当性を示そうとする。またルナベース攻防戦では、強化されたAGE-1グランサに搭乗してジラードの乗るティエルヴァを撃墜する。攻防戦後には予備役から現役へと復帰し、宇宙要塞ラ・グラミス攻略戦の総指揮をアルグレアスから任される。しかし、捕虜の抹殺を命令するなど私怨が前面に出ていることに対して周囲からは異を唱えられ、さらには自身の存在意義である「救世主」をキオから否定されたことで、周囲との意見の相違や家族とのすれ違いに関して悩むようになる。ラ・グラミス攻防戦では、再びディグマゼノン砲が発射されることを予知し、ディーヴァクルーをバロノークに避難させたあとにグラストロランチャーを装備したAGE-1フルグランサで出撃する。ゼラのヴェイガンギアと対峙した際はアセムやキオとの連携攻撃で敵を封じ込めるが、シドと合体したヴェイガンギアによるラ・グラミスの暴走を察知すると、プラズマダイバーミサイルを持ち出してセカンドムーンを破壊しヴェイガンとの決着を付けようとする。しかし、身体を張ったキオとアセムによる説得と、ユリンやグルーデックら少年時代の人々の幻影の言葉に心を揺り動かされて、ついにヴェイガンを許す。そしてセカンドムーンを救うための救援要請を戦闘中の全軍に送り、キオからは本当の救世主になれたと評される。
A.G.201年のエピローグによると、「マーズレイ」対策として造られた「イヴァースシステム」構築にAGEシステムとEXA-DBを利用して尽力したことが語られており、首都ブルーシアにあるガンダム記念館の前には彼の銅像が建てられている。銅像の肩には、かつてのユリンと同じように小鳥が止まっていた。
小説版第4部では少年時代の人々の幻影との会話が描かれた際に、少年時代の自身との戦闘を行い、かつて抱いていた「皆を救う救世主になる」という信念を取り戻す。またヴェイガンを討つ理由も、「ヴェイガンの被害者であることを押し出した思想」と語る。終戦後、グルーデックの形見の銃で自決しようとするが、ユノアに説得され思い留まる。その後、地球と火星の平和のために残りの人生を費やし、「イヴァースシステム」の構築に携わる。そして、A.G.が3世紀に突入した時点で、最後のマーズレイ患者の死去をもってマーズレイの撲滅が確認され、それと同時期に100年の生涯を閉じる。
第3部・第4部のコミカライズ版『クライマックスヒーロー』では一人称がアニメ版・小説版・『PSP版』の「私」ではなく「ワシ」に変更されており、少しお茶目な性格になっている（ただし小説版でも時々一人称が「ワシ」または「儂」になっている描写がある）。また、ヴェイガンにも本編ほどの敵意を抱いていない。また、ガンダムに搭乗する機会がほぼない。
加齢で能力は低下せず高齢になってもアスノ指令として艦隊司令をしながらMSにも搭乗し孫のキオの支援をする。
加齢とともに性格が頑固になり、第2部では頑固親父、第3部では頑固爺となる。特に第3部では息子のアセムが行方不明で戦死あつかいとしており、孫のキオに父のアセムは戦死したと叩き込んで孫育てで自分の後継者として教育していたが、アセムが海賊長として戻ってきたことで対立と親子げんかになる。

### フリットの家族
マリナ・アスノ
声 - 恒松あゆみ
女性。フリットの母親。夫については第11話でフリットが「父さんも母さんもUEに・・・」と発言しているものの詳細は容姿、名前ともにいっさい不明で、フリットが物心ついたときにはすでに他界している模様。フリットが7歳のときにUEの襲撃を受けて死亡。死に際にフリットにAGEデバイスを託した。最終話ではユリン、グルーデック、ウルフ、ボヤージ、ブルーザーとともにフリットの前に幻影として現れる。
小説版第1部では、外宇宙開発用にDODSシステムを発明した科学者であることが語られている:72頁。

### フリットの仲間
エミリー・アモンド（エミリー・アスノ）
声 - 遠藤綾
女性、14歳。フリットの幼なじみで、バルガスの孫娘。北欧系の血筋で、金髪と色白の肌が特徴:21頁。フリットに対して無自覚な好意を抱く。
「ノーラ」の崩壊後時にフリットを追ってディーヴァに乗り込み、その後「トルディア」への移住を取りやめて艦のクルーに志願する。打倒UEのためのガンダム開発に情熱を注ぐフリットを理解しつつも、彼に戦いに参加して欲しくないという本心との間で揺れ動く。フリットから軍人としての道を選んで戦場に身を置く決意を聞かされたてからは戦いから遠ざけようとする思いが強くなり、フリットの周囲の人物に働きかけて彼を戦いから遠ざけようと画策する。一方、「ファーデーン」では、「ザラム」に拘束されたフリットを自分独りででも助けに行こうとするなど、行動派の一面もある。
「ノーラ」からの避難中にグルーデックが起こした謀反を目撃しており、当初は周囲を欺いて行動するグルーデックに対して不信感を抱く。グルーデックに真意を問いただした際にはその主張に反論することはできず思い悩むが、マッドーナ工房を見学した際にララパーリーから諭され、フリットへの好意を自覚し、彼を認めて支えることを決意。グルーデックが真意を明かした際にはディーヴァのクルーに対してフォンロイドの非を証言し、グルーデックを擁護する立場に回る。
アンバット攻防戦では、自身ができる裏方としての手伝いを行う。
小説版第1部ではディケと一緒にバルガスの助手を務めるが、軍事機密のAGEビルダーに触れたという理由で2人ともディーヴァから下船できなくなり、グルーデックのデータ改竄によって軍属の見習い技術者となる。当初はアニメ本編同様に裏方を務めるが、「ファーデーン」での出来事から自身も戦う決意を固め、以降はAGEビルダーのオペレーターを担当するようになり、ディーヴァの改修の指示を担当するほどに成長。バルガスからも「この艦ではワシの次にAGEビルダーに詳しい」と評されるまでになる。「ミンスリー」でフリットとユリンの親しい光景を目撃し衝撃を受けるが、ユリンを亡くした直後のフリットを通信で励ます。また、「ノーラ」崩壊前は学校の男子生徒たちのマドンナ的存在だった。
第1部のキャラクター原案は、アニメ設定画とおおむね同じである。
第2部では39歳→40歳。フリットと結婚してアスノの籍に入り、アセムとユノアの母親となる。アセムの出産は相当な難産であったらしく、フリットに応援されながら24時間にもわたる凄まじい陣痛に耐えた末にようやくアセムを出産したとされている。
小説版第2部では、フリットと並び称される優秀なコンピュータ技術者となっていることが語られる。
第3部では63歳。キオの祖母となる。「オリバーノーツ」がヴェイガン侵攻を受けた際は、ロマリーとともに隣町に避難する。
小説版第3部では「オリバーノーツ」が襲撃を受ける前、ロマリーとともに仕事で宇宙に上がったことで難を逃れる。
第4部では最終話エピローグに描かれた肖像画とエンディング映像のみの登場となる。
小説版第4部では「オリバーノーツ」襲撃前に宇宙に上がった理由は「Xラウンダーに対応したガンダムの開発」だったことが判明。ロマリーとともにユノアと再会する。また、AGEビルダーの予備も製作していた。
ディケ・ガンヘイル
声 - 大畑伸太郎
男性、14歳。フリットとエミリーの同級生。
同い年ながらも連邦軍で働くフリットを尊敬している反面、内心では彼への対抗意識を抱いている。
「ノーラ」からの避難中にフリットを追って先走るエミリーを心配してにディーヴァに同乗するが、彼女のわがままに振り回され苦労する。
その後はエミリーとともに正式なディーヴァクルーとなり、バルガスの補佐としてメカニックを務める。劇中においてはしばしばバルガスに対して技術的な質問を投げかける役割を担う。
小説版第1部では機械工学を専攻しており、アニメ本編よりも早い段階でバルガスの助手となる。「ノーラ」居住時は、ほかの男子同様にエミリーへの好意からフリットを疎んでいたが、「ノーラ」がUEの侵攻を受けた際にガンダムを操縦するフリットに命を救われたことで親友となる。以降は、フリットを厳しくも優しく励ますようになり、ガンダムに執着するフリットに「ガンダムの怨念に取り込まれているんじゃないか?」とその危うさを指摘する。
第2部では39歳→40歳。連邦軍中尉としてディーヴァの整備部主任に就任し、プライベートでも妻と娘のアリーサという家族に恵まれる。バルガスから依頼されたアセムのAGE-1での操縦データをAGE-2に反映させるなどアスノ家との交流は今も深く、階級がはるか上のフリットの個人的依頼を、昔通りの友人として請け負うこともある。
小説版第2部ではフリットの腹心とも呼ばれており、幼少のアセムとも何度か会ったことがあるが、アリーサを紹介する機会はなかったことが語られている。
第3部以降は未登場であり、生死についても触れられていないが、孫のウットビットに機械に関する知識を教えるなど、彼が軍に志願するきっかけを作っている。
バルガス・ダイソン
声 - 坂東尚樹
男性、55歳。エミリーの祖父。アリンストン基地整備部所属の技術士官で、ディーヴァ乗艦後は艦内設備やMSの整備を担当する。民話に登場するドワーフのような:33頁容姿の老人。
フリットの才能に惚れ込み、ガンダム開発を積極的に支援する。フリットは立場上彼の部下にあたるが、お互い気兼ねすることなく対等の友人として付き合っており、彼からは呼び捨てで呼ばれている。劇中ではフリットの要求に応じてAGE-1を技術的に支援する立場を担うほか、ディケの質問に答えるかたちで、登場兵器に関する設定を解説する役割を担う。
第1部の小説版では整備班長となっており、ラーガンからはアニメ本編では「じいさん」と呼ばれていたが、こちらでは「整備班長」と呼ばれている。
第2部では80歳→81歳。アセムとユノアの曽祖父となり、「トルディア」の屋敷で同居している。有事に備えて、密かに屋敷の馬小屋に秘匿しているAGE-1の保守整備を、使用人のジョセ・マリスとハンス・ルージとともに行っている。アセムからはフリットと同じく呼び捨てで呼ばれているが、ユノアからは普通に「ひいじいちゃん」と呼ばれている。
小説版第2部では「整備の神様」「全国のMS整備員の大師匠」として名を馳せていることが語られる。アセムからは同じ血を引く自分も樽のような体形になるのではと恐れられており、部活動やスポーツに打ち込む一因となっている。
第3部開始前に死去しており、キオが生まれた病院の病室で生前の写真が登場する。
ユリン・ルシェル
声 - 早見沙織
女性、15歳。UEの襲撃によって家族を亡くし、「ノーラ」内の施設で暮らしていた。Xラウンダーの能力を持つ。アジア系の血筋で:69頁、長い黒髪を三つ編みにしている。身長は148センチメートル。
コロニー「ミンスリー」で有数の大富豪バーミングスの養女となることが決まっていたが、それを拒絶して施設を飛び出した。逃避行の途中で「ノーラ」の崩壊が始まり、窮地に陥ったところをフリットのAGE-1に救出される。AGE-1に同乗中はXラウンダーとしての能力でフリットを助け、「ノーラ」脱出やUEの撃破に貢献する。
その後本来の引き取り手であるバーミングスの屋敷に迎えられて以降も、彼と新たな家族関係を築くことができずにいたが、UEとの決戦の準備のため「ミンスリー」を訪れたフリットと再会する。フリットと束の間の一時を過ごし、決戦の日を迎え屋敷を離れる彼と、お互い再び生きて会う約束を交わすが、その後ユリンの能力に目を付けたデシルたちに拉致され、Xラウンダー専用機「ファルシア」のパイロットとしてフリットと望まぬ再会を果たす。デシルに機体を操られるままフリットを追い詰めていくが、最期はとどめを刺そうとするデシルからフリットを庇うような形で戦死する。最期の瞬間は、フリットと心を通わせるような演出がなされた。
彼女の死はフリットの心に大きな傷を残し、「UE（ヴェイガン）の攻撃から世界中の人々を守りたい」という純粋な願いは「ヴェイガンを殲滅させる」という強い復讐の念へと変貌し、それから約半世紀に渡ってその呪縛に囚われることになる。ユリンとフリットの交流は本人たち以外知らなかったため、当時のエミリーたちもフリットが悲しむ本当の理由に気付けなかった。第4部ではフリットがヴェイガンとの戦いのなかで守りきれなかった人々を回想し、最後にユリンを長く思い出していることから、彼女の死から約半世紀の時を経てなお、その存在がフリットの中で大きくなっていることがわかる。最終話ではフリットの戦いを止めようとするキオの声に呼応するかのようにグルーデック、ウルフ、ボヤージ、ブルーザー、マリナとともに幻影としてフリットの前に姿を現す。苦悩するフリットの本心を悟り、もう悩まなくても良く、ヴェイガンと自分自身を許してあげて欲しいことを彼に告げ、フリットの心を翻意させる。
第1部の小説版では、天涯孤独となり生きることに悲観的で「ノーラ」の崩壊時に自殺しようとしていたが、フリットと出会ったことで、もっと強く生きようと思い直す。フリットとの再会と交流を経てみずからバーミングスに歩み寄ろうとし、やがて彼を「お養父様」と呼ぶまでになる。「ミンスリー」内の学校にも通うようになるが、突如現れたデシルに学校と「ミンスリー」を人質として脅迫され、アニメ本編と同様の結末を辿る。
ハロ
声 - 遠藤綾
フリットが製作した汎用携帯型ロボット。やや口うるさく、オウム返しのように同じ言葉を繰り返す特徴がある。
内部にディスプレイとキーボード、AGEデバイス用スロットを持ち、口を開けた「PCモード」に変形することで、AGEシステムのデータ解析用のパソコン端末として使用することが可能。AGEシステムが収集したデータにパイロットの所見を反映させる機能が与えられている。
AGEデバイスとともに各世代の主人公たちに受け継がれていき、第3部ではタク・ユウ・ルッカの遊び相手となる。第4部でも3人がディーヴァを去ったあとも艦に残る。

### 第1部の地球連邦軍

#### 第1部のディーヴァクルー
ウルフ・エニアクルを除くディーヴァクルーは物語当初「ノーラ」の地球連邦軍アリンストン基地に勤務しており、「ノーラ」崩壊時には自分たちやコロニー住民の避難のためにディーヴァに乗艦する。彼らはグルーデックの虚言により自覚なしに地球連邦軍の指揮下を離れることになるが、「ファーデーン」の出港時には真相を明かされ、反逆者という立場でUEと戦うことを甘受する。
グルーデック・エイノア
声 - 東地宏樹
男性、39歳。アリンストン基地の副司令官を務める中佐で、第2話以降でディーヴァの艦長となる。
かつては民間企業所属の優秀なコンピュータ技術者であったが、「天使の落日」で妻のアイリと娘のサラを亡くしたことをきっかけに軍人となり、復讐に執念を燃やす。軍では技術者としての能力や作戦立案能力を評価され、物語開始時点の地位へと異例の昇進を遂げた。その過程でUEの正体を知りながらまともな対策を取ろうしない連邦軍の腐敗を憂い、「ノーラ」脱出時は独自にUEと対決するべく行動を起こす。フリットのことは同じくUEで家族を亡くした同志と見ており、のちにはともに戦うよう手を差し伸べる。
「ノーラ」へのUEの襲来による混乱に乗じて正規のディーヴァ艦長らを秘密裏に拘束し、艦内のパーソナルデータ改ざんと部下たちへの虚偽の説明で後任の艦長になりすます。その後は度重なる連邦の追撃を権謀術数をもってかわしつつ、「ファーデーン」の有力者で「ザラム」のリーダーであるドン・ボヤージの協力を取り付け対UE用の戦力を整える。「ファーデーン」出港前後にはブリッジクルーへ自身の真意を明かし、多少の波紋を起こしつつもクルー全員から賛同を得る。
その後は、「ザラム」と「エウバ」の戦力と共にUEの本拠地とされる宇宙要塞アンバットの攻略を目指す。要塞のドックに艦を接舷したあとはみずからの手で決着をつけるためにクルーを率いて内部に乗り込み、「天使の落日」を手引きしたギーラ・ゾイを射殺し復讐を遂げる。要塞陥落後は軍法会議にかけられ、クルーをかばうため全責任を背負い軍刑務所に収監される。世間的には犯罪者となるが、コウモリ退治戦役の真実を知る者たちからは「栄冠なき真の英雄」として深い敬意を表されている。
小説版第1部ではより冷徹な描写が強調されているが、各ディーヴァクルーに自分を憎ませることで、UEとの戦いが終わったのち、彼らに自身を追放させやすくするための行動であったと説明されている。
第2部では65歳。長い刑期を全うして出所し、ソロンシティのバーでフリットと再会する。収監中に掴んだヴェイガンと連邦政府上層部との癒着をフリットに明かし、翌日その証拠を持って再度バーに向かう途中、父・ギーラ殺害の復讐をうかがっていたアラベルに背中を刺され致命傷を負う。そして、復讐から解放されたアラベルに対する労わりの言葉をかけたあと、フリットに渡すはずだった証拠データをみずから消去して息絶える。その後、フリットはグルーデック殺害の裏でオルフェノアとヴェイガンの癒着を察知しているが、グルーデックが消去した証拠と一致していたかは不明。
最終話ではユリン、ウルフ、ボヤージ、ブルーザー、マリナとともにフリットの前に幻影として現れ、フリットを説得する。
小説版第2部ではソロンシティの刑務所に収監されていたことになっており、アラベルに討たれることは変わらないが、フリットとは再会しない。収監中もハッキングでオルフェノアの情報を収集しており、死の直前に遅効性のウイルスをネットワーク上に放っていた。
脚本家の日野はグルーデックがアラベルに殺される結末を描いた理由として、フリットとグルーデックが今まで行ってきたことが間違った道であることを、間接的に視聴者に分からせるためだとTwitterで明かしている。
ミレース・アロイ
声 - 嶋村侑
女性、24歳。艦内システムを統括する中尉。
アリンストン基地ではブルーザーの、ディーヴァ乗艦後はグルーデックの補佐を務める。
ウルフからは「ミーちゃん」という愛称で呼ばれ口説かれるなど迷惑をかけられるが、彼が出撃する際にはその身を案じる様子を見せ、「ミンスリー」入港時には親しく会話するようになる。第1部の終了は、連邦の隠蔽体質をすべての元凶として批判する彼女のレポートで締め括られる。
小説版第1部では、子供のフリットを戦わせることへの罪悪感を肝に銘じている描写がある。
第2部では49歳→50歳で、階級は中佐。ディーヴァの艦長を務めている。年齢相応の容姿の変化が見られる。艦では厳格な軍人としてふるまう一方で、フリットやウルフなど古くからの仲間たちには情緒深い面も見せる。コロニー「ノートラム」攻防戦でウルフ戦死の報を受けたときにはショックで涙を浮かべる。
小説版第2部ではソロンシティでフリットに抗議するアセムを柔道技で投げ飛ばし、ロマリーにはアセムを連れ戻すように指示を出す。ロマリーがゼハートを逃がすきっかけを作った際には、ロマリーを厳しく叱責しつつその成長を促す。なお、小説版第2部の作中ではウルフと男女の仲になっていたことを匂わせる記述が少しだけ記されている。
アダムス・ティネル
声 - 川原慶久
男性、24歳。航行統括を担当する少尉。
実直な性格で、グルーデックが不正にディーヴァ艦長となったことを知らされた際には反発し、ほかのクルーが賛同に回る中でも彼を問い詰める。しかし「ファーデーン」付近でのUEとの戦闘では軍人としての矜持から民間人を守るために協力し、改めてグルーデックの下で戦うことを決意する。「ミンスリー」出港時にストラー・グアバラン率いる第8宇宙艦隊と対峙した際は、連邦軍と敵対する意思はないこと、判明したUEの本拠地を攻略するため互いに協力すべきだということをグアバランへ訴える。
小説版第1部ではアンバット攻略戦後、冷徹にふるまっていたグルーデックの真意を察する。
外伝漫画『〜追憶のシド〜』では、連邦宇宙軍第7艦隊の司令官を務めている。宇宙海賊の討伐任務に赴くが、ヴェイガンの急襲に遭う。
イーノ・レジン
声 - 吉開清人
男性、24歳。指揮通信補。
ウォルト・ベット
声 - 菅沼久義
男性、33歳。兵装システム統括。
エドワード・オタワ
声 - 小田久史
男性、22歳。機関ブリッジ担当。
オネット・コーリー
声 - うえだ星子
女性、24歳。指揮通信補。
ラーガン・ドレイス
声 - 羽多野渉
男性、28歳。アリンストン基地MS警備隊「ラーガン小隊」の隊長を務める中尉。ディーヴァ乗艦後は艦のMS部隊に所属する。明るい性格の常識人で、パイロットとしての技量も高い。しかし、生来の真面目さが災いして、損な役を押し付けられることも多い。
AGE-1の正規パイロットであったが、「ノーラ」がUEの襲撃を受けた際に負傷し結果的にフリットに正パイロットの座を譲る。傷が癒えた後は一般量産機のジェノアスに搭乗し、性能の劣る機体で苦戦しつつも多くの死線を潜り抜けていく。アンバット攻防戦では奮闘の末に機体が大破するも、無事生還する。ミレースに気があるかのような描写も存在した。
小説版第1部では「ノーラ」崩壊後に上司となったウルフを「疲れる上司」と評しつつも、集団の維持のためにみずから下につくことを選んだ。ウルフからも相棒と認められており、「自分がアルファで、ラーガンは群れを維持するベータ」と称されている。:104-105頁また、アニメ本編と異なり残存したアリンストン基地のジェノアス隊を指揮している。
外伝漫画『〜追憶のシド〜』では少佐に昇進し、65歳となってなお現役の凄腕パイロットとしてジェノアスIIに搭乗する。
小説版第2部では教官として勤務をしている。アセム、アリーサ、マックスも彼の教え子ということになっていて、アセムの憧れのエースパイロットとしてウルフとともにその名を連ねている。アセムのことを「父親と自分を比べて劣等感に苛まれているコンプレックスの塊」と評する。ウルフの死後は前線に復帰し、メデル隊と交戦する。また、その際の戦闘で第1部から第2部の間に結婚しており、妻は他界し、娘は嫁いだことも語られている。
ウルフ・エニアクル
声 - 小野大輔
男性、23歳。ディーヴァの正規クルーである中尉。「白い狼」の異名を持つエースパイロット。
元・MSグランプリレースのチャンピオンで、理屈よりも動物的勘を頼りに行動する天才肌。一般パイロットにはあつかえない高機動型の機体に好んで搭乗し、ジェノアスカスタムをはじめとする歴代の乗機すべてを異名どおりの白一色に染めている。周囲に自分と渡り合えるライバルがいなくなったという理由でレーサーを引退し、より強い戦闘の刺激を求め軍に入隊した。常に自信に満ち溢れたナルシストで、美女に目ざといプレイボーイでもある。
「ノーラ」への滞在中はディーヴァ艦内のヒーリングスリープルームで眠っていたため、UEの襲撃による一連の騒動を知らなかった。覚醒後は、グルーデックからディーヴァのMS部隊の隊長に任命される。自分好みの白に塗装されたAGE-1を気に入り、正パイロットの座を懸けてフリットと模擬戦を行う。その途中でUEの襲撃を受け彼と共闘したことがきっかけで互いに認め合う仲となり、フリットの兄貴分として尊敬される立場となっていく。
「ファーデーン」入港後は古なじみであるマッドーナ工房に立ち寄り、自分専用のガンダムと言える高性能機「Gエグゼス」を完成させる。その後はAGE-1に匹敵する戦績を上げていき、アンバット攻防戦ではAGE-1のデファース撃破に貢献する。
小説版第1部では、フリットとの模擬戦において、フリットにUEに一度も勝てない連邦軍にエースパイロットがいることの矛盾の正体は「UEの出現によって銀の杯条約が有名無実化した地球圏で、各地の紛争を武力制圧するために戦って得たもの」であることを明かす。ガンダムを自分のものにしようとしたのは、自身が強いMSを欲したからだけでなく、任務とはいえ年若い少年兵を手に掛け続けてきたことから、子供に戦争をさせることに否定的な価値観をもっていることも理由となっていた。
第2部では48歳→49歳で、階級は少佐。現役パイロットとして前線に立ち続けており、このころには「Gバウンサー」を愛機としている。その型破りな性格も健在で、上官との衝突や問題を起こしては部隊を転々とし続け最終的にディーヴァのMS部隊長の座に返り咲く。部隊では、アセムら部下たちのよき手本として絶大な信頼を寄せられている。Xラウンダーの素質を持たず劣等感に悩むアセムを励まし、普通の人間でもXラウンダーに勝てることを実践を交えて彼に示す。「ノートラム」攻防戦では、デシルの攻撃からアセムを庇って重傷を負い、アセムに「宇宙一のスーパーパイロット」になるように告げ、戦死する。
最終話ではユリン、グルーデック、ボヤージ、ブルーザー、マリナとともにフリットの前に幻影として現れ、フリットを説得する。
小説版第2部では鬼教官としての姿も見せ、アセムからは「本物の狼のよう」と畏怖される。自ら憎まれ役となることで、逆に部下たちの結束を固めるよう仕向ける。
キャラクター原案では、第1部と第2部の違いは、髭の有無だけである。

#### 第1部のそのほかの連邦軍人
ヘンドリック・ブルーザー
声 - 沢木郁也
男性、58歳。アリンストン基地司令官。階級は大佐:18頁。
かつて孤児となった当時7歳のフリットを見出し、彼を技術者として基地に招聘した人物。「ノーラ」がUEの襲撃を受け崩壊する際には、コロニーのセンターコアを切り離すことで住民を脱出させる作戦を立案、この作戦にはアリンストン基地司令室からの操作が必須であるため、部下たちを退避させ一人司令室に残る。UEの攻撃で瀕死の重傷を負いつつも、最後はコアの引き抜きを阻害していたコロニーシャフトを大量の爆発物を抱えた作業用MSによる体当たりで破壊、自身の命と引き換えに作戦を完遂させる。
最終話ではユリン、グルーデック、ボヤージ、ウルフ、マリナとともにフリットの前に幻影として現れる。
ディアン・フォンロイド
声 - 喜山茂雄
男性、34歳。宇宙戦艦ディーヴァの本来の艦長。階級は大佐。
「ノーラ」崩壊時は民間人の救助要請を一笑に付し、部下とともに脱出しようとするが、グルーデックに拘束され艦長の地位を剥奪される。劇中での登場は第2話のみだが、エミリーとディケがこの様子を目撃していたことから、のちにエミリーがグルーデックの真意を問う場面や、グルーデックがクルーに自らの目的を明かす場面でエミリーや元部下のウルフからその人間性に言及され、グルーデックの行動を逆説的に正当化する役割を担う。
小説版では、「ペーパーテストの点数や階級にしか興味がなく、権力にへつらっているうちにその意味を履き違えた、魂が腐臭を放っているような人間」であると形容されており、辺境のコロニーに対するUEの攻撃についても、むしろ軍事費の予算増加に繋がるものとして歓迎していた:65-66頁。アニメ本編では「ノーラ」崩壊後の生死には言及されないが、小説版では部下ともどもグルーデックに射殺される。
ストラー・グアバラン
声 - 楠大典
男性、38歳。連邦軍第8宇宙艦隊に所属する中佐で、グルーデック捕縛のため「ミンスリー」に派遣された特別分遣隊の司令。
艦隊戦に醍醐味を見出す生粋の軍艦乗り。チョコバーが好物で、職務中に何本も食べては副官に過食を指摘されるが、「フル稼働してる俺の脳がチョコを欲するんだよ」として意に介さない。
最初はみずから部下数名とMS部隊を率いてグルーデックたちの前に立ちはだかるも失敗、次いで「ミンスリー」出港直後のディーヴァを抑えるべく戦艦3隻と多数のMS部隊を展開するも、今度はUEの襲撃を受け窮地に陥る。しかし、自分たちの逃亡よりもUE撃破を優先したディーヴァに救われ、戦闘終了後はグルーデックへの借りを返す目的でディーヴァを見逃す。
小説版第1部では生身でグルーデックを捕えようとする描写が削除され、最初から出航直後のディーヴァの前に立ちはだかる。アンバット攻略戦では、グルーデックを追撃中に偶然UEに遭遇したという名目でディーヴァ側に加勢し、戦闘終了後は自分の身柄と引き換えに部下たちの罪を不問にするというグルーデックの意思を汲んで彼を拘束する。

### ザラムとエウバ
ドン・ボヤージ
声 - 三宅健太
男性、45歳。「ファーデーン」を二分する旧国家派閥の一つ「ザラム」のリーダー。顔の傷跡と豪快な髭がトレードマーク。「ザラム」の名を背負って戦うことを名誉や誇りとして捉えている。指揮官でありながら自ら専用機「ガラ」を駆って前線に立つ武闘派で、部下たちからの信望も厚い。
グルーデックから、軍の極秘データと引き換えに戦艦4隻の譲渡を頼まれるが、彼には不信感を抱く。しかし直後に「エウバ」との戦闘に乱入してきたUEの戦い方を目の当たりにし、今まで誇らしいものと感じてきた「エウバ」との抗争が、UEの前では戦争とは呼べない「子供の喧嘩」でしかないと悟って衝撃を受ける。UEを撃退するために一時的に「エウバ」とも共闘することになり、グルーデックの勢力に協調することを決意する。
「ファーデーン」付近におけるUEとの戦闘では奮戦するも機体が大破、ラクトとフリットへ最後の通信を送り、「人類の意地」を見せるためにUEの巨大母艦へと特攻・戦死する。この特攻はUEに対して何らダメージを与えることができなかったが、フリットの奮起や、ザラムとエウバの結束を促す大きなきっかけとなる。
最終話ではユリン、グルーデック、ウルフ、ブルーザー、マリナと共にフリットの前に幻影として現れる。
小説版第1部では、フリットに亡き甥の面影を重ね、デシルの攻撃から彼を庇って戦死する。
ラクト・エルファメル
声 - 諏訪部順一
男性、29歳。「ザラム」と対立する旧国家派閥「エウバ」のリーダーで、「エウバの騎士」を自称する。左右に赤いメッシュを入れた金髪が特徴。プライドが高く、理屈めいた話し方をする。騎士風の外観と刀剣が特徴の専用機「エルメダ」に搭乗する。
みずから部下を率いてボヤージの屋敷に攻め込むが、フリットの乱入とUEの襲来により戦闘は中断。UEから「ファーデーン」を守るために、やむなく「ザラム」と共闘する。UE撃退後は「ザラム」と一時的に協調することを宣言する。ボヤージの死後は「ザラム」と「エウバ」の残存戦力を纏め上げ、UEの要塞攻略に協力するためディーヴァ側に合流する。アンバット攻防戦の際、ディーヴァへ向かってきたUE戦闘艦を阻止しようと特攻を図るが、ムクレドの援護射撃とフリットにより助けられ、フリットから命を簡単に捨てないよう諭される。その後は部下たちと奮戦し、無事生還する。
小説版第1部では、その語りぶりからラーガンに教師向けの性格であると評される。
小説版第3部では、アッシュとなったアセムとの会話が描かれており、ザラムとの争いの柵から解放してくれたフリットが逆に復讐鬼となってしまった事を嘆いている。アセムにはフリットがヴェイガンへの復讐に走るきっかけとなった「ユリン・ルシェル」のことを教える。
外伝漫画『〜追憶のシド〜』では、宇宙海賊ビシディアンの首領キャプテン・アングラッゾと共にアンラッゾの夢とも言われる「秘宝」を探している。

### 第1部のマッドーナ工房
ムクレド・マッドーナ
声 - 白熊寛嗣
男性、55歳。「ファーデーン」近辺の宙域を拠点とする巨大工場艦「マッドーナ・ファクトリーシップ」の工場長。メカオタクの頑固親父。
MSレーサー時代のウルフの古なじみであり、彼にジェノアスカスタムなどのさまざまな専用機を作り与える。メカニックとしての腕は確かだが、仕事に熱中するあまり周りが見えなくなる悪癖がある。後にエミリーの紹介で「ミンスリー」に赴き、バルガスと共にディーヴァの改造に着手する。アンバット攻防戦では自らシャルドール部隊を率いてディーヴァに加勢し、ララパーリー達が乗るファクトリーシップと合流してからは、損傷した機体の修復など後方支援を行う。
第2部では80歳→81歳。高齢ながらも現役で工場長を続けており、妻のララパーリーとの間に一人息子のロディをもうけている。
第3部ではすでに故人となっている。
ララパーリー・マッドーナ
声 - 長沢美樹
女性、28歳。ムクレドの妻。
親子ほど年の離れたムクレドを完全に尻に敷いており、しばしば仕事に熱中し過ぎる夫を容赦なく叱り飛ばす。一方で、ひた向きな夫を純粋に愛し、その姿を優しく見守っている。フリットが戦いに巻き込まれていくことに思い悩むエミリーに対し、大人の女性として助言を行う。
第2部では53歳→54歳。未だ衰えない美貌を保っている。
第3部では77歳。亡くなったムクレドや軍に入隊するため工房を飛び出したロディに代わって工房を取り仕切っている。老齢となっても豪胆な性格は変わらず、家出同然に工房を飛び出したロディの襟首を絞めつつ持ち上げる腕力を見せる。

### 第1部の民間人
イワーク・ブライア
声 - 乃村健次
男性、38歳。「ファーデーン」の下層に住む筋骨隆々の人物。
独身ながらも、身寄りのないリリアを娘として引き取り育てている。正義感が強く、自分たちの生活を脅かす「ザラム」と「エウバ」に強い憤りを感じている。作業用MSのデスペラードを所有している。上層部の街の戦闘に巻き込まれたフリットとエミリーを助けたことで、彼らと交流を持つ。上層部に対する抗議としてデスペラードに搭乗して戦うが、機体を撃破され、今度はフリットに助けられる。
第6話劇中で「ザラム」と「エウバ」を批判する際の台詞「強いられているんだ！」は、本作の視聴者を通じてインターネットミームとなった。詳細は「機動戦士ガンダムAGE#放送中の評価」を参照。
リリア
声 - 斎藤千和
イワークの養女。明るい性格で、生活費を稼ぐために鉄屑の回収を行ったりしている。ザラムとエウバの争いに巻き込まれるが、フリットたちに助けられる。ボヤージに捕らえられたフリットを救うために、ボヤージ邸に向かうエミリーたちに同行する。
小説版第1部では再開発作業の手伝い中に落下したMSによる崩落事故に巻き込まれた展開となり、フリットもボヤージに捕らわれたわけではないので、ボヤージ邸に向かう場面が削除されている。
アルザック・バーミングス
声 - 西村知道
男性、64歳。「ミンスリー」で最大の権力をもつ大富豪。
ボヤージの旧友であり、その縁でグルーデックらディーヴァ側を支援する。遠縁に当たるユリンを養女として引き取るが、彼女が自分に懐かないことに思い悩んでいる。しかし、ユリンを確保すべくデシルたちが自身の屋敷を訪れると、無抵抗で彼女を引き渡す。
小説版第1部では、ザラムの穏健派でガンダム開発計画のスポンサーと追加されている。ユリンを思う描写がより深く掘り下げられ、彼女との和解に涙を流す。上述の展開からユリンが誘拐されたことを知らない。

### UE / ヴェイガン
デシル・ガレット
声 - 高垣彩陽（第1部）、寺島拓篤（第2部、第48話）
男性、7歳。UE （ヴェイガン）の同胞たちから「エデンの住人」と称される少年Xラウンダー。。
幼少ながら非常に高いMS操縦技術をもち、高機動機のゼダスを容易に操る。性格や言動は歳相応に無邪気に見えるが、それは他者に対する共感の欠如の裏返しでもあり:204頁、戦いを「遊び」ととらえるなど、破壊や他者の命を奪うことに何の抵抗も呵責も感じない残忍さをもつ。登場当初からUEとの関わりが示唆されており、物語の進行に伴い彼もまたヴェイガン側の人間であることが明かされる。
「ファーデーン」内で、誤ってホバーライドで自分とぶつかったフリットと初めて対面し、その際の怪我の治療のためディーヴァ艦内に案内される。MS格納庫を見学中にフリットの隙を突いてAGEデバイスを盗み、無断でAGE-1を発進させる。直後に「ファーデーン」に侵入していたガフラン2機をたやすく撃墜し、戦闘後に機体とAGEデバイスを返却すると何食わぬ顔でその場を去る。その後はギーラ・ゾイに迎え入れられ、UEの側に加担する。
当初はフリットを見下しており、戦闘においても彼を圧倒するが、進化したAGE-1スパローに敗北した際にはショックを受け、雪辱を誓う。その後「ミンスリー」のバーミングス邸にヴェイガンの兵士を率いて突如として現れ、ユリンを宇宙要塞アンバットへと拉致し、強引にファルシアに乗せてフリットと対峙させ、互いに望まぬ戦いを強いられるフリットとユリンを嘲笑し、やがてフリットを追い詰めるも、戦いに割って入ったユリンを誤って殺害し、それを嘲笑った事で激昂したフリットに圧倒されるまま乗機を破壊され、みずからの敗北を認められないまま、止めを刺されることなく宇宙を漂流する。
小説版第1部ではユリンが通う学校に待機していたバーミングス家の運転手を殺害後、下校途中のユリンの前に現れ、体育館を彼女の目の前で爆破し、次は「ミンスリー」を爆破すると脅迫することで従わせる。また、ユリンを選んだ理由も、彼女がフリットの縁者であったためであることが語られた。
第2部では成人した姿で登場。弟のゼハートが地球制圧軍の総司令に就任したあとに、コールドスリープから目覚める。第2部では一人称が「俺」に変わり、性格も好戦的かつ陰湿になっている。スリープ中に自身よりも高い地位を得たゼハートに強い嫉妬心を抱き、陰湿な態度で彼に接する。フリットに対して異常な程に一方的な執着を見せ、かつての因縁を晴らすべく、新型機「クロノス」で幾度も彼に挑むが、未だに戦争を遊びと認識している面も強く、機体が半壊しても戦いを続けようとしたために強引に連れ戻されたりする。また、フリットはデシル個人を激しく憎悪しておらず、あくまでヴェイガン側の1人として認識していたため、その事も両者のすれ違いの一因となっている。私怨に固執するあまり軍規違反や味方を犠牲にした戦いを繰り返したため人望は皆無に等しく、最終的にはゼハートからも見放される。アセム、ウルフとの交戦中、偶々近くにいたマジシャンズ8のザファーとネッドのゼダムMをクロノスの能力で乗っ取って、アセムを追い込んでトドメを刺そうとした際、彼を庇ったウルフを背後からコックピットを貫いて機体を大破させてウルフを撃墜、続いてウルフの死の衝撃から立ち直り切れていないアリーサ達を圧倒したが、ウルフを殺された怒りに燃えるアセムの猛攻に形勢が逆転、Xラウンダーの能力をもってもアセムの動きが読めなくなり、最期はかつてのフリットとの戦い同様、機体の両手足を斬られ行動不能になった所を更に真っ二つに斬られツインドッズキャノンで撃ち抜かれて戦死、フリットへの雪辱を果たせなかったばかりか、その彼の息子でしかもXラウンダーではない普通の人間のアセムに敗北するという皮肉な結果となった。
第4部終盤でもゼハートの幻影として再登場し、数多くの幻影たちとともに彼を罵倒する。『MOE』でも幻影としてたびたびゼハートの前に現れる描写が追加されている。
小説版第2部では、実質的なストーリー最後の敵として描写されている。宇宙漂流がもとで笑みを失い、ゼハートからは闘争本能が暴走したXラウンダーの成れの果てと称される。フリットの息子であるアセムのことも知っており、彼を倒すことでフリットを動揺させようとする。怒りに任せてヴェイガンの巨大要塞を地球に落とそうとするも、アセムとゼハートに阻止され敗北する。
ギーラ・ゾイ
声 - チョー
男性、48歳。宇宙要塞アンバットの司令官で、表向きはコロニー国家戦争時代の兵器技術を保有する闇の商人ヤーク・ドレとして活動している。火星移住計画の失敗を隠蔽するため自分たち移住民を見捨てた連邦政府を憎み、「天使の落日」を初めとする一連のUE事件や地球圏の内乱を引き起こしていた。計画の障害となるガンダムの存在を疎ましく思っている。劇中では、デシルとXラウンダー能力者の探索やマッドーナ工房にゼダスを格納させるなどの行動も取る。
第1部終盤、ディーヴァの要塞内への侵入を許し自軍の不利を悟ると、みずから新型機のデファースを駆って出撃するが、AGE-1とGエグゼスの前に敗北する。爆発直前の機体を捨てて要塞の司令部に逃げ込むも、やがてフリットやグルーデックたちに追いつめられる。そこで自分たちUEの正体と目的を明かし、要塞を自爆させようとするが、グルーデックに射殺される。
小説版第1部では手馴れのパイロットとなっており、アニメ本編以上にフリットとウルフを苦しめる。ディーヴァクルーの素性を調べ上げ、アスノの血縁であるフリットを排除しようとするが、本編同様の結末を辿る。また、自身の生体反応をアンバットの動力システムと連動させていた。
アラベル・ゾイ
声 - 平田真菜（第1部）・山口勝平（第2部）
男性、10歳。ギーラ・ゾイの息子。当初はギーラと戦況を見守っていた。要塞の司令室で、グルーデックに射殺された父親の遺体を目の当たりにし、さらに彼から呪詛に近い言葉を投げつけられ、深い悲しみと憎悪を抱きつつアンバットから離脱する。
小説版第1部ではグルーデックに復讐したのちに、自害するつもりであったことをグルーデックに察され、「復讐であろうと生きる糧を得れば生きていくだろうし、復讐以外の生き方を見つけるかもしれない」という思いを込めて呪詛を告げ、アンバットからの脱出を促す。
第2部では36歳。20年以上が経った現在も、父の仇であるグルーデックへの復讐を胸に生き続け、彼の出所後にソロンシティに現われる。そしてフリットと合流予定だったグルーデックを路地裏で背後からナイフで刺して殺害、その直後に逃亡を試みるも、オルフェノアの部下に射殺される（もっとも彼は裏でオルフェノアと繋がっており、グルーデックに対する利害の一致から暗殺の手引きを受けていた）。
小説版第2部ではゼハートに無断で活動していたことが語られ、フリットに射殺される描写に変更されている。
メデル・ザント
第1部ラストの、ヴェイガンの戦闘艦に乗艦している場面に登場する。
詳細は「#メデル・ザント」を参照。

## 第2部の登場人物
第2部はA.G.140年から開始されるが、年単位での時間経過も描かれる。導入では「学園物のガンダム」と形容されるような、第2部の主人公アセムの学校生活が描写され、地球連邦軍への入隊はその1年後のA.G.141年となる。さらに第2部最終話となる第28話では第27話の1年後となるA.G.142年の出来事が描かれ、第28話のラストではその3年後のA.G.145年となっている。また、敵であるのヴェイガン側の人物や背景も多く描かれている。

### 第2部の主人公
アセム・アスノ（キャプテン・アッシュ）
声 - 江口拓也（第2部、第29話、第41話・第45話・第48話）・鳥海浩輔（第34話以降の第3部、第4部、A.G201年時）
男性、17歳→18歳。身長172cm。フリットとエミリーの息子。ポニーテールに結った金髪が特徴。ガンダムAGE-2のパイロット。
母校である「トルディア」の高校では、自作の小型MSで競技に参加する「MSクラブ」というロボコンに似た部活に所属し、コンテストで優勝ほどのメカニックと操縦の技術をもつ。直情的で生身のけんかにも強いが、本来は争いを好まない心優しい人物。たとえ敵対者や自身の気に入らない者であっても、その窮地には手を差し伸べようとする。優秀で家族思いの父のことは尊敬しつつも、アスノ家の家訓を半ば押し付けたり、息子の意志に関係なく連邦軍に入隊させようとする点についてはやや複雑な心境を抱く。また、父が憎むヴェイガンに対しては「放っておけないテロリスト」という程度の認識で、個人的には特に憎悪や嫌悪を抱いていなかった。
17歳の誕生日に父からAGEデバイスを譲り受け、ほどなくして故郷の「トルディア」を襲撃したヴェイガンを迎撃するため、バルガスが馬小屋に隠していたAGE-1に数度搭乗する。その後、MSクラブに入部してきた転校生のゼハートと親交を深めていくが、卒業式当日に学校を襲撃したゼダスRのパイロットが彼であることに衝撃を受ける。卒業後は、連邦軍の伍長としてディーヴァのMS部隊「ウルフ隊」に配属され、トルディアでヴェイガンのMSを撃墜した功績を認められてAGE-2を受領する。
ビッグリングへの航海中、ゼイドラを駆るゼハートと再び対峙し、Xラウンダーである彼との歴然とした実力差を思い知らされたことで、Xラウンダー能力への強い渇望を抱く。しかし、ビッグリング入港後に受けたパイロットテストではXラウンダー適性Dの評価を受け、父やゼハートへの劣等感に思い悩み始める。
ゼハートとは敵味方として袂を分かったあとも互いに友情の念を捨て切れずにいたが、直接再会した際に彼から銃を向けられたことで、ゼハートをみずから殺して迷いを断ち切る結論に至る。以降は力への渇望とともにヴェイガンへの敵意を強めていき、軍機違反を繰り返したあげくに、父が戦闘で入手したXラウンダー能力の強制増幅機器「ミューセル」付きヘルメットを被って敵エリート部隊「マジシャンズ8」メンバーのレオを討ち取るが、脳への負担から意識を失う。意識を取り戻したあとはウルフに励まされ、Xラウンダー能力に頼らないパイロットとしての高み「スーパーパイロット」を目指す。その後の「ノートラム」攻防戦ではウルフを殺された怒りに燃え、自身の操縦技術のみでデシルを圧倒、撃破する。その後、ゼハートと再会し和解、共闘して地球に落下しつつあるダウネスの破壊作業を完遂させ、そのまま地球に降下する。
1年後のA.G.142年には特務隊の隊長に就任し、軍服やAGE-2をウルフと同じ白一色に統一する。ロマリーへの好意を告げることで自身の戦う意味を見出し、フリットの命で首都ブルーシアの慰霊式典を警備し、オルフェノアを狙ったメデル・ザント率いるヴェイガン部隊を撃退する。のちにロマリーと結ばれ、A.G.151年に息子のキオを授かる。しかし同年、最後の任務としていた消息不明艦の捜索任務中、所属不明の大型機動兵器（シド）に部下を全滅させられ、居合わせた宇宙海賊ビシディアンのウィービック・ランブロとの共同戦線によりシドを倒すも、AGE-2は大破し、自身も重傷を負う。戦闘後ビシディアンに保護され、EXA-DBの存在やビシディアンの目的を教えられたうえで、キャプテン・アングラッゾの誘いを受け入れビシディアンに加入する。これにより軍ではMIA扱いとなり、やがて部下とともに死亡認定される。唯一発見されたAGEデバイスは、形見としてキオの手に渡る。
小説版第2部では両親と曽祖父の知名度から、嫉妬とやっかみと羨望の眼差しを受けながらの日々を過ごしていた影響で、他者に対して心を許さない面が描かれている。アニメ本編同様にミューセルで暴走するが、こちらではヴェイガンへの憎悪にも染まる。
第3部では41歳。キャプテン・アッシュという偽名を名乗り、ビシディアンの首領となっている。右まぶたの上から頬にかけてシドとの戦闘で負った大きな傷痕があり、それを前髪で隠している。連邦の綱紀粛正のためにヴェイガンと内通する部隊を秘密裏に襲撃していたが、それに限界を感じてディーヴァとそれに搭載されたAGEシステムを強奪すべく彼らをサルガッソーで待ち伏せ、キオの前に立ちはだかる。交戦中に乱入してきたファントム3をキオと共に退け、退却の間際にAGE-3の装甲に撃ち込んだメッセージカプセルを通じて「呪われし秘宝」やヴェイガンの技術の秘密をディーヴァに伝える。キオがヴェイガンに捕らわれの身となると、退役した身ゆえに動きを取りにくいフリットに代わりキオの救出を申し出る。ヴェイガンの戦艦から鹵獲したステルスシステム「見えざる傘」を利用して「セカンドムーン」に侵入し、部下とともにキオを救出する。
小説版第3部ではアウトローとしての面が強くなっており、敵との戦い方もより非情なものとなっている。キオをガンダムに乗せてでも戦おうとするフリットに対しては憎しみに近い感情を抱いており、互いの考え方を糾弾し合いながら、フリットが駆るAGE-1と激しい戦いを繰り広げる。また、軍を退役したあとは政治家になって戦争を終結させようと考えていたことが語られた。キオ救出のために「セカンドムーン」に赴いた際は、戦闘のダメージでダークハウンドを激しく損傷させながらもキオのもとに辿り着く。
第4部では妻ロマリーや妹ユノアと13年ぶりに再会。フリットへは連邦とヴェイガンの双方のバランスを保つ理由で物資輸送の襲撃・妨害などをしていた事実と、ヴェイガン全てが悪ではないと感じるようになったことを語り、父とは違い自分なりに動くことを告げる。連邦軍のルナベース奪還作戦では彼らと協力し、23年ぶりに再会したゼハートと交戦する。フリットとキオの衝突に対しては、それぞれの意見が簡単に変わらないことを理解したうえで、フリットにはヴェイガンとの和解を目指すキオの考えも汲むように諭し、キオには真剣に自分の考えを伝えることは悪くないと告げる。
ルナベース攻防戦後は連邦軍の宇宙要塞ラ・グラミス攻略部隊に加わる。その途上、小惑星帯における所属不明のMSの戦闘情報からシドとEXA-DBの存在を察知。バロノーク単艦でEXA-DBのもとへ向かい、シドと戦闘中のゼハートと出会う。13年前のシドとの戦いを思い出し、図らずもゼハートと一時的に共闘してシドを撃破する。そしてバロノークの艦砲射撃でEXA-DBの小惑星を破壊させる。ラ・グラミス攻防戦ではゼハートのレギルスを圧倒し、機体の爆発に巻き込まれるゼハートの最期を見届ける。フリットがプラズマダイバーミサイルでセカンドムーンを破壊しようとした際は、キオの彼への説得に助力する。
ラ・グラミス攻防戦から37年後のA.G.201年には78歳となっており、ブルーシアにあるガンダム記念館の前に建てられているフリットの銅像を見て「なかなか男前だな…」と呟いたのち、キオと共に平和になった世界の現状を報告する。
なお、軍から死亡認定を受けてから13年間、一度も家族に連絡しなかったのは、自身が連邦軍に不利な情報を色々と握っていたことと、自身の思想思念をフリットに話しても理解してもらえないだろうと判断したからだと、アセム（キャプテン・アッシュ）役の鳥海浩輔は語っている。ただし小説版第3部では、ユノアとだけは秘密裏に連絡を取り合っていた。
小説版第4部ではゼハートとの最後の戦い後に本来のアセムに戻り、ロマリーとも再会の口づけを交わす。
『MOE』では、第2部のロマリーやゼハートとの学生生活が大幅に追加された。第4部におけるゼハートのレギルスとの決着時には、ゼハートに対して「道を違えても俺たちが昔過ごした時間は色あせて消えたりはしない、俺たちはずっと友達だった」という言葉を残す。

### アセムの家族
ユノア・アスノ
声 - 大亀あすか（第2部、第29話）・遠藤綾（第31話以降の第3部）
女性、14歳→15歳。フリットとエミリーの娘で、アセムの妹。明るく外交的な性格で、アセムを慕っている。アセムが卒業するまでのあいだに彼と同じ高校に進学する。A.G.142年時には医療ボランティアとして各地を回っている。
小説版第2部ではアセムの戦う姿に触発されて、医療の道に進んだと説明されている。その一方で同じ子どもでも自身はフリットからは放任されていると感じ取り、思い悩む一面を見せる。
第3部の時点では38歳。キオの叔母。ディーヴァの医療班長となり、ウェンディとともに艦内クルーの健康管理を担う。キオがヴェイガンに拉致されてフリットが暴走しかけた際は、彼を説得して平常心を取り戻すきっかけを作る。
小説版第3部では、フリットが連邦内のヴェイガンとの内通者たちを摘発するためにクーデターを起こしたことで、地球圏の動乱も拡大させたことや子どもであるキオをガンダムに乗せたことから、フリットへのコンプレックスは憎しみに変わり、そんな祖父に従う母エミリーも嫌うようになり、成人後は医師になるという理由から実家を出ている。フリットが死ぬ際には本人の前で呪詛の言葉を告げようと決めている。兄であるアセムを心から慕っており、その息子であるキオを可愛がっている。表向きには死亡扱いされているアセムとは以前から連絡を取り合っており、ビシディアンがディーヴァの正確な居場所を把握できたのはユノアが秘密裏に通信を送ったためとされ、これらの事実はビシディアンと合流するまでフリットですら気付かなかった。憎んでいるはずの実家の姓を捨てていないのは、ボランティアの資金を集めやすいためらしい。また、自室で葉巻で喫煙をする描写が描かれた。拉致されたキオを救出するべく、ウェンディとともにビシディアンに同行する。
第4部ではアセムと13年ぶりの再会を果たす。
小説版第4部では、地球圏に帰還後ディーヴァには戻らず、入港先の「ミンスリー」に残留。そこでエミリーとロマリーと再会。母エミリーの強さを知ったことがもとで、戦争終結後に父フリットと向き合い、死に急ぐ父を説得して、父への憎しみを昇華する。
フリット・アスノ
アセムとユノアの父親で、エミリーの夫。
詳細は「#フリット・アスノ」を参照。
エミリー・アスノ
アセムとユノアの母親で、フリットの妻。
詳細は「#エミリー・アモンド」を参照。
バルガス・ダイソン
アセムとユノアの曽祖父で、エミリーの祖父。
詳細は「#バルガス・ダイソン」を参照。

### アセムの友人、仲間
ロマリー・ストーン
声 - 花澤香菜
女性、17歳→18歳。第2部のヒロイン。アセムやゼハートの同級生で、学校のアイドル的存在の心優しい性格のお嬢様。ヴェイガンの襲撃で負傷していたところをアセムに救われ、彼がAGE-1で戦う姿を初めて目撃する。今まで親に言われるままの進路を歩んできたが、互いに守るべきもののために戦うアセムやゼハートの姿に触発され、自身がなすべきことを模索するべく連邦軍に入隊する。入隊後はディーヴァのブリッジクルーを務める。敵同士となったゼハートを気にかけており、ソロンシティ郊外でアセムとゼハートが対峙した際には、とっさにゼハートを庇ったことでアセムとの関係が一時悪化する。ノートラムでの戦いから1年後、学生気分で軍人になっていただけの自身の行動を反省し、アセムにも謝罪。軍を退役し、アセムに見送られて、交流を続けていたユノアのもとへと向かう。
第2部のラスト（A.G.145年）で、アセムと結婚して「ロマリー・アスノ」となり、6年後のA.G.151年にキオを出産する。
小説版第2部では、親の敷いたレールへの反抗心から、高校の情報処理コースで軍と同じオペレーター養成過程を受け、宇宙船通信士の卵となる。MSクラブにも所属し、部内ではオペレーターを担当。父親に花嫁学校のトルディア女子大を薦められるが、それに反対して軍に入隊。AGE-1に搭乗したアセムへのオペレートを行った経験からディーヴァに配属され、AGEシステムのオペレーターを担当する。
第3部では41歳。キオによると「いつも笑顔でいて、怒ったところを見せたことはない」らしい。
小説版第3部では「オリバーノーツ」が襲撃を受ける前、エミリーとともに仕事で宇宙に上がったことで難を逃れる。かつて、アセム戦死の際には夫を思いながら泣き暮らしていたため、不憫に感じたフリットはロマリーに何度も再婚を進めたが、決して応じなかった。
第4部ではキオの帰還と同時期に宇宙に上がっており、13年ぶりに再会した夫のアセムと抱擁を交わす。アセムが海賊として再び戦いに赴く際には、彼とまた再会できることを願う。
小説版第4部によると、エミリーとともに「オリバーノーツ」襲撃前に宇宙に上がった理由は「Xラウンダーに対応したガンダムの開発」だったことが判明。最終決戦ではキオへのオペレートを行う。アセムとは終戦後に再会し、口づけを交わす。
『MOE』では、第2部のアセムやゼハートとの学園生活場面（テレビ放映版では写真のみであった水着姿など）が大幅に追加され、二人の友情を取り持つ重要な役割を担っている。また、アセムとは幼なじみ同士で、学園では学級委員を務めている設定に変更されている。そのため、当初からアセムとはかなり親しい口調で接している。
シャーウィー・ベルトン、マシル・ボイド
声 - 石井一貴（シャーウィー）、梶裕貴（マシル）
ともに男性、17歳。アセムの同級生で、同じMSクラブ部員。真面目で疑り深いのがシャーウィー、小柄で眼鏡をかけた気弱な少年がマシル。一度MSクラブへの勧誘を断ったゼハートを敵視するが、彼の入部後は次第に打ち解け信頼するようになる。卒業後はそれぞれ弁護士と民間会社のMSエンジニアとして就職する。またマシルは、アセムたちの結婚式に出席したアリーサに一目惚れして空回りする場面が描かれる。
ロッド・アブス
声 - 園部好德
男性、17歳。アセムの学校の不良たちを束ねるガキ大将的存在。アセムやゼハートに因縁をつけるが、けんかではアセムに負け、ゼハートには謝罪を装って逆にあしらわれる。コロニー外実習中に、自身の勝手な行動が原因で宇宙に放り出され死にかけたところをアセムに救われてからは彼を認めるようになり、卒業式ではみずからアセムを肩車し喜びを分かち合う。卒業後はコロニーの建造・補修をする会社に就職し、最近では地球近くに派遣されているらしい。アセムとロマリーの結婚式では涙を流して二人を祝福する。

### 第2部の地球連邦軍

#### 第2部のディーヴァクルー
全編を通じて唯一、正規に選出されたクルーたちが乗艦している。
ミレース・アロイ
艦長で、階級は中佐。
詳細は「#ミレース・アロイ」を参照。
アラン・ライトニー
声 - 菅沼久義
男性、32歳。航行統括。
イリシャ・ムライ
声 - 川澄綾子
女性、23歳。艦内システム統括。ミレースの不在時は艦の指揮を代行する。しっかり者である一方で、権力者に目がなく面食いの一面があり、弁護士になったシャーウィーに積極的に言い寄る。
『MOE』では、ディーヴァに配属される前に連邦軍第6方面軍所属の巡航艦ムラサメの通信士をしており、ヴェイガンに襲撃されたコロニーからの避難民の身分確認を行っていた。
ウィルナ・ジャニスティ
声 - 能登麻美子
女性、26歳。指揮通信補。後輩の面倒見がよく、逃亡したアセムを心配するロマリーに彼を追いかけるよう促す。
ノートラム防衛戦後からアセムとロマリーの結婚式までのあいだに退役し、一般企業に就職したことが語られている。
エル・トニーズ、オディオ・ブラン
声 - 石井一貴（エル）、杉村憲司（オディオ）
男性、22歳の兵装システム統括がエル、30歳で機関ブリッジ担当がオディオ。
ウルフ・エニアクル
Gバウンサーに搭乗するMSパイロット。
詳細は「#ウルフ・エニアクル」を参照。
アリーサ・ガンヘイル
声 - 小清水亜美
女性、18歳。ディケの娘で、アデル2号機に搭乗する伍長。直情的で男勝りな性格だが、内面には女性らしい気づかいや優しさを秘めている。ともにディーヴァに配属されたアセムともすぐに打ち解け、懲罰中の彼のことも気にかける。みずから母親似と公言するなど顔立ちは父親に似ておらず、親子である事実を知ったアセムからは驚かれる。
小説版第2部では、入隊前はアセムたちとは別の高校のMSクラブに所属し、公式戦での対戦場面も描写される。アセムの誕生日パーティーで対面したアセムに好意を抱き、ロマリーをライバル視するが、二人の仲が進展すると潔く身を退く。
第3部開始までに結婚し、息子のウットビットを出産している。本人は本編未登場であるが、若いころとは一転して教育熱心な性格となり、息子の連邦軍入隊にも反対していたため、ウットビットからは煙たがられているらしい。
マックス・ハートウェイ
声 - 阪口大助
男性、22歳。アデル1号機に搭乗する少尉で、アリーサの相方的存在。臆病な性格で、自身の戦果よりも安全性を最優先して戦う。AGE-2を与えられ特別扱いされているアセムにライバル心を燃やし、彼の動向に一喜一憂している。小説版第2部ではウルフの訓練を通じて成長し、アセムたちと深い絆で結ばれていく。
「女の人の胸の中で死にたい」と言うほどの女好きな一面も見られ、レミや入院先の病院で勤務していたユノアにも告白するも失恋する。
オブライト・ローレイン
声 - 遊佐浩二
男性、27歳。ジェノアスIIに搭乗する中尉で、ディーヴァ内ではウルフに次ぐベテランパイロット。実直でやや頭が固い性格。ディーヴァに配属される以前にもウルフの部隊に所属していた時期があり、彼のことを「模範的な軍人ではないが最高の隊長」として評価している。
自身の機体の整備を担当するレミに一目惚れし、MSという共通の話題を通じつつ彼女へのアプローチを試みる。しかし、自身の不器用な性格とレミの鈍さもあってなかなかうまくいかず、勢いあまってプロポーズ同然の告白を行い、困惑した彼女に逃げられる。最終的に告白を受け入れられるものの、その後の戦闘でレミが戦死したため悲恋に終わる。
小説版第2部ではウルフ隊のサブリーダー的な役目を務める。また、アニメ劇中でドラドの脚を掴みAGE-1を援護したジェノアスIIのパイロットは彼ということになっている。
第3部では50歳。現役のパイロットとしてオリバーノーツ基地に勤務しているが、出世ルートからは外れ今だ中尉止まりとなっている。ヴェイガン襲来に伴いアビス隊に配属され、再びディーヴァに乗艦する。パイロットでは最年長者であるため、上官のセリックや同階級のデレクから「さん」付けで呼ばれたり、敬語を使われることもある。新型機のクランシェが配備されているなかでも、自身は旧式化も著しいジェノアスIIの改修機「ジェノアスOカスタム」に搭乗している。レミを失った経験からより寡黙な性格となっているが、フリットらとは違いヴェイガンを憎んでいるような描写はない。また、みずから愛機や艦内の清掃を行ったり、キオにディーヴァは「我が家」だと教えたりするなど、レミの影響を受けているところもある。ラ・グラミス攻防戦では、機体を損傷しながらも奮戦し、レイルのギラーガ改を撃墜するものの、フラムのフォーンファルシアと相打ちとなる。そしてキオヘディグマゼノン砲の射線軸上から離脱するように伝え、ようやくレミのもとへ逝けることを喜びながら戦死する。彼の死をもって、アビス隊は全滅する。
小説版第3部では亡きレミへの思いは未だに変わらず、彼女を妻としている。
キャラクター原案では、マッシュルームカットが強調されている。
ディケ・ガンヘイル
ディーヴァの整備士。
詳細は「#ディケ・ガンヘイル」を参照。
レミ・ルース
声 - 佐倉綾音
女性、23歳。ディケの助手を務める曹長で、オブライトのジェノアスIIの整備を担当している。眼鏡と三つ編みに結った髪が特徴で、明るくはきはきとした性格。コウモリ退治戦役の伝説的な名機であるAGE-1に強い憧れを抱いている。オブライトの突然のプロポーズに驚きその場を逃げ出すが、「ノートラム」攻防戦直前に彼の想いを受け入れ、互いに生きて再会することを誓う。しかし、ディーヴァのフォトンブラスターキャノンの修復作業中にミンクの攻撃で致命傷を負い、救出に来たオブライトに看取られながら死亡する。
上記の性格から整備班のスタッフに人気で、20人以上の男が告白した、玉砕させたということが、彼女に振られた一人であるマックスによって語られる。

#### 総司令部ビッグリング
フレデリック・アルグレアス
声 - 子安武人
男性、23歳。ビッグリングの参謀を務める中佐で、スライスレインズ士官学校を首席で卒業した逸材で、陽気な面もあるが、みずから出撃した際のフリットから要塞指揮を一任されるほどに信頼されている。ビッグリング攻防戦後はアマデウスに座乗して「ノートラム」防衛に向かい、到着後はディーヴァに乗艦する。「ノートラム」攻防戦後は、フリットとともに連邦に潜むヴェイガンの協力者たちの摘発に従事する。
小説版第2部ではフリットを尊敬しつつも、その信念に畏怖を抱いている。
第3部では47歳。順調に昇進を重ね、連邦軍総司令を務めている。軍で老害扱いされているフリットを今も尊敬しており、彼に最大限の便宜を図る。ビッグリング崩壊時は地球上で勤務していたため難を逃れる。その後はロストロウランを臨時的に総司令部と定め、ディーヴァと協力してヴェイガンの地球降下作戦を迎撃する。
第4部では基地司令官の寝返りによりヴェイガンの手に落ちた、ルナベース奪還作戦の総指揮を執る。ヴェイガン残滅を目指すフリットに対し､プラズマダイバーミサイルの発射許可を出し、セリックたちに対して通信越しに発射までのカウントダウンが20分であることを通達する。その通信は、犠牲者を減らすために発射までに基地を制圧せよ、という指令の裏返しでもあり、セリックの交渉によりヴェイガンの降伏・武装解除に成功し、結果的に発射は回避される。以降は宇宙要塞ラ・グラミスを目指し、現役復帰したフリットに作戦の総指揮を委任するが、捕虜の抹殺を命令するフリットに難色を示す。ラ・グラミス攻略戦の終盤は生き残った艦隊で陣形を立て直し、フリットによるセカンドムーン救援の要請を受け入れる。
小説版第3部、第4部では、フリットから総司令を継いで以降連邦軍の腐敗を招いたとして、兵士たちからの信頼が怪しいことが語られる。また、セリックからは「小心者」扱いされ、ドレイムスからは「フリットなら間違えるはずがないと思考を停止させた狂信者」と認識されるなど、民間人や最前線の軍人に対して理解がない人物として軽蔑感を抱かれている。ルナベース戦以降、フリットのヴェイガンに対する憎悪や殲滅を望む発言は連邦軍人としてのポーズではなく本心であることに気付き始める。

### 地球連邦政府
フロイ・オルフェノア
声 - 石井康嗣
男性、74歳。地球連邦の首相。連邦軍に入隊したアセムたちに訓示を述べる。
実家のオルフェノア家は名門であるが、実は裏でヴェイガン側と内通しており、その莫大な情報提供料をもとに自身の地位を築いていた。火星移住計画立案者で隠蔽工作にも関与したシュトレイト・フォンドール博士の血縁でもある。また、グルーデック暗殺の手引きも行っていた。A.G.142年の首都ブルーシアにおける慰霊式典をヴェイガンが彼の始末に襲撃した際に、その裏の顔をフリットに暴露されるとともに逮捕され、連邦反逆罪で極刑となる。
小説版では表向きはフリットの支援者であり、軍事力の増強にも賛同していたが、本編同様にヴェイガンに内通していた。木星船団を組織してきた過去をもつ家柄であるため、木星圏のレアメタル採掘鉱山を多数有しているが、開示されている産出量と各鉱山の実際の産出量に一桁近い差異があることから火星圏（ヴェイガン）からの支援を受けていることをフリットに見破られ、グルーデックが保持していた内通のさまざまな証拠を全世界ネットワークにばら撒かれる。また、彼が引き起こした内通により少なくともヴェイガンに殺された3千万人の虐殺の責任があるとフリットから弾劾される。
オルフェノア夫人
声 - 幸田夏穂
オルフェノアの妻。薔薇色の髪をした美女。オルフェノア家とヴェイガンの癒着を承知していた。
小説版では彼女自身がテクノソロン社のオーナーという設定が加えられており、オルフェノア一族の経営企業である当社を通じてヴェイガンと癒着していたことが明かされる。

### 第2部のマッドーナ工房
ムクレド・マッドーナ
マッドーナ工房の工場長。
詳細は「#ムクレド・マッドーナ」を参照。
ララパーリー・マッドーナ
ムクレドの妻。
詳細は「#ララパーリー・マッドーナ」を参照。
ロディ・マッドーナ
声 - 森田成一
男性、24歳。マッドーナ夫妻の息子。工房の二代目として、両親を手伝う明るい好青年。新型の戦闘シミュレータを開発しており、工房を訪ねてきたアセムに試乗を勧める。
第3部では47歳。武者修行のために工場長を辞めて軍に入隊し、一兵卒からディーヴァの整備士長まで上り詰めた。艦内ではAGEビルダーのオペレーターも務める。無責任に工房を離れた経緯からララパーリーからは勘当同然のあつかいを受けており、現在でも母を恐れ工房に戻るのをためらっている。
第4部ではAGEシステムの提案に従い、大破したAGE-3のAGE-FXへの全面改修を行う。
小説版では第3部から登場。キオが使用していたシミュレーターはロディ製作のものであったことも語られている。

### 第2部の民間人
グルーデック・エイノア
元ディーヴァ艦長。刑務所から釈放される。
詳細は「#グルーデック・エイノア」を参照。
アラベル・ゾイ
元ヴェイガンの男性。グルーデックを親の仇として付け狙う。
詳細は「#アラベル・ゾイ」を参照。
テクノソロン事務部長
声 - 麻生智久
男性。工業コロニー「ソロンシティ」内に存在するテクノソロン社の事務局長。ヴェイガンと内通し、敵のMS開発に協力していた。またオルフェノアとも内通しており、ヴェイガンの工作員で工場長のイゴール・エバンスが戦死した直後、証拠隠滅を図るために工場を自爆させて逃走する。その後の消息は不明。

### ヴェイガン
ゼハート・ガレット
声 - 神谷浩史、能登麻美子（幼少期）
男性、17歳→18歳。デシルの弟で、ヴェイガンで最高位の能力をもつとされるXラウンダー。搭乗機は第2部ではゼダスR→ゼイドラ、第3部以降はギラーガ、ウロッゾR（ロストロウラン攻略戦時）→ガンダムレギルス。敬愛する指導者イゼルカントの意思に従い、ヴェイガンの最終目標である地球帰還を果たすべく戦う。
AGEシステムならびにAGE-1強奪の特命を帯びて「トルディア」に潜入し、素性を隠してアセムの学校に転校してきた。 AGE-1がアスノ邸に隠されている情報を掴むと、アスノの血縁であるアセムに近づくべくMSクラブに入部する。その優秀さと人柄でアセムやロマリーたちと親交を深めるが、次第に彼らとの友情とヴェイガン兵士としての矜持とのあいだで葛藤していくようになる。自身と敵対関係となることと、アセムが優しすぎるという理由から、アセムの連邦軍入隊には否定的で、彼にほかの進路を模索するよう説得しようとする。卒業式の日、偶発的に発生した戦闘でアセムと対峙し、彼と偶然その場に居合わせたロマリーに自身の素性を明かす。そして、アセムに戦うことへの覚悟を問い、「トルディア」を去る。本隊に帰還後は、イゼルカントから地球制圧軍の総司令に任命され、アセムたちディーヴァ部隊を追う。これ以降は、自身の能力に対応し切れなくなっていたゼダスRから新型機のゼイドラに乗り換え、能力の安定化のため専用の仮面型制御デバイスを着用するようになる。「ノートラム」攻防戦では、フリットに固執するあまり命令違反を繰り返すデシルをついに見限り、彼の窮地にもわざと救援を出さず見殺しにする。ダウネス落下の際はアセムと協力し、コロニーデストロイヤーを使ってエネルギー反応炉を破壊。イゼルカントから示された道を使って脱出するが、爆破直後にアセムを庇って破片の直撃を受け、マジシャンズ8のリーダーであるドールに守られながら地球へと落下する。第3部開始の間までコールドスリープへと入る。
小説版第2部では「小惑星の作業場出身」と偽って学校に入学。学校でのアセムたちとの交流も細かく描写された。貧困の激しい火星環境で育ったゆえに、同じ学校の生徒の弁当を足蹴にしたロッドに怒り、大げんかにまで発展する。兄・デシルに対しては民間人（ユリン）を利用した陰湿な作戦を行ったことから軽蔑しており、コールドスリープから目覚めた直後のデシルからアラベルのことで皮肉を言われた際には、デシルの「ファーデーン」での失態を蒸し返す。ガレット兄弟は孤児院で育てられ、ゼハートは院長の愛情を感じながら育ったことも語られた。
第3部では新型の専用機「ギラーガ」に搭乗してオリバーノーツを襲撃し、フリットとキオが搭乗するガンダムAGE-3と戦闘。最終的に母艦ファ・ゼオスを撃沈させられ撤退する。ロストロウラン攻防戦では専用のウロッゾRに搭乗してキオのAGE-3と再戦するが、彼のXラウンダー能力に押され戦闘不能となる。ロストロウラン攻防戦後はディーヴァを追って宇宙へ上がり、レイルに「EXA-DB」捜索隊の指揮を命じたあと、ザナルドとともにガンダムAGE-3を奪取する作戦を立て、ギラーガに新たに搭載されたXトランスミッターを使用してガンダムに挑む。
小説版第3部では自身と戦うキオがアセムの息子であることに気付き、捕虜になったキオと顔を合わせた際にはアセムについての会話を交わす。アセムへの友情は変わっていないが、父親をやっていない彼に対して怒りを見せたことも描かれた。また、アニメでの民間人への攻撃は一部のパイロットの暴走だと変更されている。
第4部では、ヴェイガン側の拠点となった元連邦軍基地ルナベースにおける戦闘の総指揮を執る。ビシディアンに身を置くアセムのことも知っており､彼と決着をつけようとする。ディーヴァとビシディアンがルナベースに進軍して来ると､フラムのフォーンファルシアとともにギラーガで出撃する。アセムと刃を交えるさなか､彼からイゼルカントの真意を伝えられるが､聞き入れようとはしない。セカンドムーン帰還後にイゼルカントを問い詰めるが、プロジェクト・エデンの真意を告げられるとともに軍の全権を託される。それ以降は必要のなくなった仮面型制御デバイスを外し、イゼルカントから譲られたガンダムレギルスに乗り換える。レギルスの初試乗の際に遭遇したEXA-DBの守護用MS「シド」との戦闘中、機体のの真の能力を開放し、その場に現れたアセムの援護もあってシドを撃破する。
ラ・グラミス攻防戦では、総指揮官として全軍に向けて演説を行い、ダミーの艦隊を利用したディグマゼノン砲による攻撃で連邦軍に痛手を与え、第2射に備えてラ・グラミスとセカンドムーンを結合、この砲撃で死ぬと分かったうえでフラムに囮役を命じる。その執念の裏にはプロジェクト・エデンの完遂のためにいかなる犠牲を払うこともいとわない覚悟を秘めた冷徹な意思があったが、フリットの予知とアセムの機転によりガンダムやディーヴァクルーは脱出、作戦のため死亡したフラムやレイルたちの行為が無駄と知り、愕然とするなか死者の嘲笑する幻覚を見るまでに追い詰められ、怒りにまかせてレギルスで出撃、アセムのダークハウンドと交戦するが、精神的に追い詰められていたため機体の性能を発揮できず、さらに「（プロジェクト・エデンの完遂のために）人の感情などとうに捨てている」と叫んだ際、「人が人であるためのエデンじゃなかったのか」とアセムに言われ動揺し、彼の猛攻によって機体を破壊され敗北。最期は生身でアセムと対面し、お互いの学生生活中に感じた苦悩や思いを吐露しながら、自機の爆発に巻き込まれないようAGE-2を突き飛ばし死亡する。
普段の一人称は「私」であるが、アセムとの会話や怒りを露わにしたときに限り「俺」になることがある。
『MOE』では、第2部のアセムやロマリーとの学園シーンが大幅に追加された。第3部では長期間のコールドスリープから目覚め、その場に居合わせたフラムとレイルから、2人が補佐官となることを告げられる場面が新たに描かれている。フラムに対しては「私が死んだ（彼女の兄）ドールの命に値しない男だと判断したらいつでも私を撃て」と言い、すべての罪や憎しみは自分ひとりが背負えばよいと決意する。また、死んだデシルやダズ、ドールの幻影との会話で苦悩する場面も追加挿入されている。第4部では、フラムが自分の大切な人であることを告白し、レギルスで多数の連邦軍機を撃破する描写が追加されている。アセムとの激闘を経た最期の場面では、イゼルカントの願うエデンが間違った道だと知りながらも、今までに亡くなった人々・歴史の影に消えていった人々の痕跡やわずかな願いを叶えるために引くわけにはいかなかったとアセムに独白。アセムからは「たとえ道を違えようとも俺たちはずっと友達だ」と告げられ、満ち足りた表情で死亡する。A.G.201年にで、地球にゼハートとフラムの墓が建てられている。
彼が搭乗するMSは、レギルス以外すべて赤色に塗装されているが、『MOE』によると、「火星の赤」とイゼルカントからの期待の念を象徴する意味であることが明らかにされ、レギルスも同じように赤く塗り替えられる。
小説版第4部では、プロジェクト・エデンの真意を聞き、のちの平和を乱すであろうイゼルカントの狂信者を一掃する。フラムの死後は祖国防衛に尽力し、みずからの死に場所を求めるようにアセムとの死闘を展開。ダークハウンドを損傷させるも戦死する。
『クライマックスヒーロー』では、アセムではなくキオとの戦闘で戦死。死に際にヴェイガン兵たちに地球との平和に歩み寄るよう言い残す。
余談だが、キャラクター原案は学生時代は短髪であったのに対し、軍人になってから髪の毛が伸びているものとなっている。
デシル・ガレット
ゼハートの兄でクロノスに搭乗するMSパイロット。
詳細は「#デシル・ガレット」を参照。
メデル・ザント
声 - 稲葉実
男性、55歳。ゼハートとともにコールドスリープから目覚めたヴェイガン幹部。ゼハートの総司令就任後は、副司令に下がって彼を補佐する。自身と地位が逆転しながらも快くゼハートを認め、部下からの突き上げに合う彼を擁護する。なお、火星圏にはコールドスリープを行わずに自然に年老いた妻を残している。ゼハートが出撃する際は、ダウネスの指揮を執る。「ノートラム」攻防戦の終盤、ダウネスが大破した際に破片に偽装した降下カプセルに乗り地球へ降下する。その1年後、首都ブルーシアで行われた慰霊式典を残党を率いて襲撃。専用機「ゼイダルス」に搭乗し、首相オルフェノア抹殺を狙うが、アセムに阻止され戦死する。最期の時には､イゼルカントの見せるエデンの幻を見たような演出がなされた。
ダズ・ローデン
声 - 武虎
男性、46歳。ゼハートの部下兼お目付け役として、ともに「トルディア」に潜入したヴェイガンの工作員。右目にある傷跡が特徴。搭乗機はドラドやドラドL（ノートラム攻防戦時）。ゼハートの卒業式では、憲兵に捕まりそうになったゼハートを騒ぎを起こして助ける。ゼハートの総司令就任後は、彼の補佐官を務める。「ノートラム」攻防戦ではみずからミューセルを最大出力で使用し、フリットのAGE-1に組み付きながら、ゼハートが未来を導くことを信じて自爆死する。
『MOE』では、ゼハートと共に避難民に紛れてコロニーに潜入。学園生活をする彼のために世話を焼くシーンが描かれている。
『PSP版』では、ゼハートのことを幼少期から弟のように思ってるとされている。
マジシャンズ8（マジシャンズエイト）
8人のXラウンダーと、その乗機であるゼダスMで構成された特殊部隊。能力者である自身らの立場に驕り、上司であるゼハートを軽視するなど素行に問題があるが、隊員同士の結束は固い。初陣であるビッグリング攻防戦では、フリットの戦術に封じ込められ撤退する。その後はアセム達と何度も交戦するが、ダブルバレット初陣の戦闘でグリンとゼルが敗れたのを皮切りに次々と戦死者を増やして行き、コロニー「ノートラム」攻防戦でミンクとドールのが死亡したことで全滅する。
ドール・フロスト
声 - 津田健次郎
男性、30歳。部隊長を務める寡黙な人物。妹にフラム・ナラがいる。ゼハートに対しては基本的に従順だが、「ノートラム」攻防戦での彼の命令を無謀として反対する場面がある。戦闘終盤では、制御不能となり爆破されたダウネスの破片から、アセムを庇って大気圏の突入角が狂ったゼハートを守り、彼にヴェイガンの未来を託して大気圏に突入、死亡する。
『MOE』では、地球制圧軍の総司令となったゼハートに自己紹介し、命を預けることを伝える場面などが追加されている。
第2部よりも過去の時代となる『EXA-LOG』や『PSP版』では、クロノスの前身機「ウィゲル」のパイロットとして登場する。
グリン・ライズ
声 - 立花慎之介
男性、26歳。部隊のサブリーダー。目を覆う前髪が特徴。AGE-2ダブルバレット初陣の戦闘にて、ゼルと共にアセムと交戦するが、機体をビームソードで斬り裂かれて戦死する。
ミンク・レイデン
声 - 能登麻美子
女性、28歳。巨乳で色黒な肌と蓮っ葉な口調が特徴な美女。レッシーからは「ミンク姉さん」と慕われている。隊の仲間に対する情が深く、その死に対する強い悲しみと怒りから冷静さを欠くことが多いが、それをたしなめようとするドールに対しては「隊長（ドール）ほど大人じゃない」と開き直る。アセムたちとの初戦ではグリンとゼルを失い、自身はゼハートに庇われ撤退する。デシルに唆されて死んだ仲間の仇討ちのためにレッシーたちと無断出撃するも、戦闘でレッシーとレオを失い、自身はまたも撤退する。以降もザファーとネッドを失い、敵を討とうとするがゼハートに撤退を命令され、反抗するも従い結果的に「フォトンリング・レイ」の射線から逃れ命拾いする。「ノートラム」攻防戦では、レミの乗る作業用MSを大破させ、ダウネスからの脱出を図るディーヴァを狙うが、オブライトに阻止された直後にフォトンブラスターキャノンの砲撃に呑まれ、機体ごと蒸発死する。
ゼル・ブラント
声 - 伊藤健太郎
男性、24歳。豪胆な性格。グリンとともににアセムのAGE2ダブルバレットと交戦するが、機体をビームソードで斬り裂かれて戦死する。
レッシー・アドネル
声 - 川澄綾子
女性、23歳。部隊内では最年少。勝気な性格をしており、ミンクを「姉さま」と慕うとともに、マジシャンズ隊員であることを誇りに思っている。デシルにそそのかされ、グリン達の仇討ちのために無断出撃し、ウルフのGバウンサーと交戦するが、コックピットを零距離で撃ち抜かれ機体ごと爆散、戦死する。
レオ・ルイス
声 - 梶裕貴
男性、28歳。常に手鏡を手放さないナルシスト。「美しくない」が口癖。デシルにそそのかされ、グリンたちの仇討ちのために無断出撃するが、ミューセルを装着したアセムの前に敗死する。
ザファー・ローグ、ネッド・カーン
声 - 喜山茂雄（ザファー）、杉村憲司（ネッド）
男性、25歳の大柄な男性がザファー、45歳の部隊最年長の男性がネッド。「ノートラム」攻防戦でデシルに乗機の操縦権を奪われ、AGE-2に組み付いたところをウルフに撃たれ戦死する。
イゴール・エバンス
声 - 杉野博臣
男性、55歳。工業コロニー「ソロンシティ」に存在する企業、テクノソロン社のガルバーディア工場長。
実はヴェイガン側の人間であり、ソロンシティを潜入調査していたウルフ達をドラドに搭乗して追い詰めるも、アセムのAGE-2に敗れて戦死する。
フェザール・イゼルカント
声 - 大友龍三郎、浪川大輔（若い時代）
男性。ヴェイガンの最高指導者。第1部終盤のギーラから存在を語られ、第2部では目元が見切れた姿で初登場、第3部で全身の容姿が明らかとなる。
もともとは地球連邦政府の火星移住計画における初期移民であり、コールドスリープを繰り返して200年以上の時代を生きている。移民当時の過酷な状況を知る生き証人として、ヴェイガン国民や兵士からは絶大なカリスマとして信奉されている。第3部より約80年前（A.G.80年代ごろ）に腐敗した連邦の調査を行う過程で「EXA-DB」に内包された技術データの一部を入手し、衰退しつつあったヴェイガンを連邦を凌駕する強国に育て上げ、祖国の悲願である地球帰還計画「プロジェクト・エデン」を提唱し、その障壁となる連邦を排除するべく全面戦争を挑む。しかし、本気を出せばいつでも地球圏を制圧できる力を蓄えていながら、UE事件に始まる一連の戦いであえて敵の生存を許すような隙のある作戦を実行していた。これには、安寧に過ごす地球人類に祖国に蔓延する「死の恐怖」を戦いを通じて伝えるとともに、戦争という極限状況のなかで優良な人間を選別し、種としての滅亡から人類を救うという真の目的が秘められている。
ゼハートの能力を幼少期から高く評価しており、総司令の職を授けるなどさまざまな面で彼を厚遇する。死病マーズレイで早逝した息子・ロミに生き写しであるキオを気にかけ、「セカンドムーン」に連行されてきた彼を客人として迎えるとともに、祖国の現状と自身の真意を伝える。自身も息子と同じ死病に蝕まれており、投薬とコールドスリープによる延命措置で生き永らえているが、やがてそれも限界を迎え、第3部時点では余命半年の身となっている。老齢ながら新型機ガンダムレギルスにみずから搭乗し、逃亡したキオのAGE-3をほぼ撃破寸前まで追いつめる。第4部ではさらに病状が悪化しつつも、本拠地「セカンドムーン」を地球圏へ移動させ計画の仕上げに入る。本来は自身のクローンであるゼラ・ギンスを後継者にする予定だったが、自身の病状悪化もあって計画を変更し、ゼハートにプロジェクト・エデンの真相を告げるとともにヴェイガンの全権とレギルスを託す。その後は寝たきりの身となり、最終決戦終了とほぼ同時に死を迎えるが、その間際にXラウンダーの思念をキオに送り、彼への感謝を伝えるとともに地球の未来を託す。

## 第3部・第4部の登場人物
第3部はA.G.164年から開始される。第4部の開始は、第3部の最終話（第39話）から1か月後となる。

### 第3部・第4部の主人公
キオ・アスノ
声 - 山本和臣、樋口智透（A.G201年時）
男性、13歳。身長150センチメートル。アセムとロマリーの息子で、フリットとエミリーの孫。茶髪と翠色の瞳が特徴の少年。行方不明となったアセムのAGEデバイスを受け継ぎ、フリットから与えられた「ガンダムAGE-3」に搭乗する。外伝漫画『トレジャースター』では、アニメ本編に先がけて登場する。
生後間もなくアセムが消息を絶ったため、フリットや母のロマリーたちに育てられた。周囲から「おじいちゃん子」と呼ばれるほどフリットを慕っており、彼が作ったガンダムに強い憧れをもっている。フリットから贈られたMSバトルシミュレーターによってゲーム感覚でMS操縦技術を叩きこまれており、初陣にしてAGE-3を軽々と乗りこなす。また、早期からXラウンダーとしての片鱗を見せ始める。育ちのよい優等生風の印象ながら、他者の危機には率先して手を差し伸べる優しさと正義感をもつ一方で、案外涙もろい一面もある。また、人を疑うことを知らず、当初はヴェイガンが一方的な悪と唱えるフリットの教えを盲信していた。また、悪意なく他者の心情や場にそぐわない発言をすることがあり、他者からの誤解や軋轢を生むこともある。幼少時の経緯から戦いはゲームの延長上と捉えており、自身の行動が人殺しであるという認識が欠けている。
オリバーノーツを襲撃してきたヴェイガンを撃退すべく、フリットとともにAGE-3を起動させ、復活したディーヴァに乗り込む。オリバーノーツ脱出後は慕っていたシャナルアの裏切りと死、ビシディアンの首領キャプテン・アッシュとなった父アセムとの再会など、さまざまな出会いと別れを経て成長していく。
宇宙へ上がってからしばらくして、ゼハートとザナルドの策略によりAGE-3ごとヴェイガンに捕えられ、敵の本拠地「セカンドムーン」へ連行される。そこで広がる街の光景とイゼルカントの説明を通じてヴェイガンの実情を知らされ、ヴェイガンを悪の一辺倒とするフリットの考えに疑念を抱き始める。また、街の散策中に出会ったディーンとルウの兄妹と親交を交わし、AGEデバイスの認証データと引き換えにルウの症状進行を抑制するための薬を手に入れるが、その甲斐なく彼女の死を目の当たりにする。のちに、アセムらビシディアンの救援でセカンドムーンを脱出するが、レギルスに乗って阻止しようとするイゼルカントからプロジェクト・エデンの真の目的を知らされると同時にAGE-3は大破させられ、ビシディアンの奇策に助けられてなんとか地球圏に帰還する。
小説版第3部ではゲーマーの面が強調されており、ウェンディとはゲーム仲間であることが語られ、アノン兄妹ともゲームで交流を深める。また、MSバトルシミュレーターでAGE-1とAGE-2を操縦したことも語られた。
火星圏での経験とヴェイガンと敵対することへの無意味さを話すも、フリットには受け入れられず、反対にヴェイガンに大切な者を殺された彼の過去を知る。その後、大破したAGE-3から大規模改修された専用機「ガンダムAGE-FX」を受領してからは、自身なりの戦いを模索しつつ、敵MSのコックピットを狙わずに連邦とヴェイガン両方の人々の命を助けながら戦う道を選ぶ。その戦い方はフラムやジラードから綺麗事であると否定され、フリットと完全に道を違える行動に苦悩する。ラ・グラミス攻防戦の直前、セリックやウットビットから戦い方を変えるよう諭されるが、それでも敵の命も救うという信念を曲げないと決意する。戦闘中、軍に入隊していたディーンと望まぬ再会を果たし、戦闘の末に心を通じ合わせるが、直後に彼を殺したザナルドに逆上し、乗機の「FXバーストモード」を発動させてザムドラーグを大破させる。以降も自身の信念を貫き、ひとりでも多くの人命を救うことを改めて決意する。フリットがプラズマダイバーミサイルでセカンドムーンを破壊しようとした際、アセムとともに必死に彼を説得する。ようやくヴェイガンを許し戦闘中の全軍へセカンドムーン救援作業を指示したフリットを見て、「本当の救世主になれた」とつぶやく。その後はシドと合体して暴走したヴェイガンギアを猛攻の末に破壊し、パイロットのゼラを救出する。直後に寿命を迎えつつあるイゼルカントから思念を送られ、地球の未来を託される。
ラ・グラミス攻防戦から37年後のA.G.201年には50歳となっており、アセムとともに地球の首都ブルーシアのガンダム記念館の前に建てられたフリットの銅像の前で、「僕たちの地球は元気になった」と報告する。
小説版第4部では、自身もレギルス開発に加担してしまったことも含めた、戦争への責任を果たすために戦う決意を秘め、ゼラとの戦いでは自分と同じように、親の言うことだけを鵜呑みにして戦争を始めてしまった彼を止めるために尽力する。

### キオの友人
ウェンディ・ハーツ
声 - 伊瀬茉莉也
女性、14歳。キオの幼なじみ。学校で医療を学んでいたため、ディーヴァ乗艦後はユノアの助手の看護師見習いとなり、タクたちの子守役も兼務する。キオを心から信頼しており、彼がヴェイガンに捕らわれても動じることなくその無事を信じる。祖父との確執に悩むキオへは、家族なのだから分かり合えると助言する。ラ・グラミス攻略戦の前では、決戦に備えて医療道具を用意しながらも「本当はあんな物は使うことが無ければいいのに」と話し、無事に帰って来るようキオを送り出す。
小説版第3部では地球と火星の戦争で生じた悪意が日常の中に浸透しながらも、ゲーム仲間でもあるキオがいてくれたから耐えてこられたことが語られており、戦争に身を投じることになったキオの支えになることを決意する。シャナルアを亡くした直後のキオの悲しみを受け止めたり、キオがヴェイガンに捕らわれた際にはユノアの助けもあってビシディアンに加入する。火星圏ではGセプターを操縦してキオを救い、ガンダムAGE-3に合体したあとはGセプターはイゼルカントのガンダムレギルスに射出して損傷を負わせ、コアファイターで一緒に戦線を離脱する。
小説版第4部では地球圏に帰還後、キオとともにディーヴァに復帰する。
キャラクター原案では、髪型がツインテールとなっている。特徴的な団子状の髪の毛の先はそのままに、髪形が改められた。

### 第3部・第4部の地球連邦軍

#### 第3部・第4部のディーヴァクルー
第3部以降のディーヴァのクルーは、フリットを疎むオリバーノーツ基地司令アンディ・ドレイムスによって半ば投げ槍的に選出されている。クルー個々の能力はそれなりに高いものの、その多くが実戦経験に乏しく、また問題の多いはみ出し者たちで構成されている。
ナトーラ・エイナス
声 - 佐藤利奈
女性、25歳。オリバーノーツ基地に勤務する大尉。子供好きで母性的な面もあるが、気弱で優柔不断な性格。絵描きが趣味なのか、基地のロッカー内にスケッチブックと色ペンセットを持ち込んでいる。軍高官であるエイナス中将の孫娘であることから、周囲からは「親の七光りで出世した」と陰口を叩かれている。ヴェイガン襲撃による混乱のさなか、ドレイムスから当てつけ的にディーヴァの艦長に任命され、それに伴い少佐に戦時昇進する。専門教育こそ受けているものの赴任前までは事務職の経験しかなく、フリットには怒鳴られ、部下のクルーたちからは舐められるなど散々な目に遭う。しかし、フリットからはその資質を認められており、自身もお飾り状態の自分の状況を変えるべく寝食を忘れて戦術指揮や艦内システムを猛勉強し、やがてその努力が実を結んでいく。セリックからはねぎらいや心配の言葉をかけられることが多い。ラ・グラミス攻防戦では、セリックの窮地を知り、フォトンブラスターキャノンの発射を躊躇するが、彼の最後の言葉を受けて涙ながらに発射命令を出し、自身の役目を果たす。フリットからラ・グラミスのディグマゼノン砲が再度放たれることを教えられたあと、クルーたちとともにバロノークへ避難し、ビシディアンのメンバーを跳ね除けて艦の指揮を執る。
小説版第3部ではエイナス家は男性至上主義の家系であり、そのことにこだわる父と祖父から虐待同然のあつかいを受けて育ち、強引に士官学校に入学させらたことで、自身の夢であった画家となることを諦めていたことが語られている。
小説版第4部では最終決戦の最中、幼少時に描いたウサギの絵とそれを父の手で燃やされたことを思い出し、同じ過ちを繰り返さないために両軍に指示を出す。戦争終結後には「戦女神」と呼ばれるようになる。ディーヴァを囮にする案は本編ではフリットだったが、小説版ではナトーラの案になっている。
アリー・レーン
声 - 進藤尚美
女性、26歳。階級は少尉。航行統括。眼鏡をかけており、冷淡な口調で喋る。
イーサン・シェロウ
声 - 真殿光昭
男性、29歳。階級は曹長。指揮通信補。飄々とした感じのお気楽な性格。
ウォン・カストロファ
声 - 井口祐一
男性、24歳。階級は曹長。指揮通信補。気弱で、言いたいことをはっきりと言えない傾向にあるが、通信回線の利用記録からシャナルアがスパイであることを突き止めたり、ルナベース攻防戦ではセリック達と基地内部に突入し、通信回線修復作業を行うなど、影の功労者でもある。
エイラ・ローズ
声 - 岡村明美
女性、25歳。階級は曹長。兵装システム統括。褐色肌が特徴。血気盛んな性格で、口が悪い。「人の家の事情には首を突っ込まない」という主義をもつ。劇中ではオトロの突っ込み役を担う。
オトロ・バンダ
声 - 高戸靖広
男性、27歳。階級は軍曹。機関ブリッジ担当。食いしん坊で肥満体型。軍人としての能力は確かで航行を的確にこなしているが、勤務中でもピザやフライドチキン、ホットドッグなどのファーストフード（食べ物）を手放さない。
カール・ドーソン
声 - 井上剛
男性、31歳。階級は曹長。艦内システム統括。強面な風貌をしている。
アビス隊
初登場時はオリバーノーツ基地所属のMS部隊であったが、ヴェイガンの襲撃を受けたあとにディーヴァに転属する。戦争の経過によって戦死者を増やしていき、終盤のラ・グラミス攻防戦をもって全滅する。
セリック・アビス
声 - 竹本英史
男性、32歳。オリバーノーツ基地に配属されているアビス隊の隊長。階級は少佐。部下たちが搭乗するクランシェ上位機体「クランシェカスタム」を愛機とする。ゴーグル状のサングラスを愛用する優男。収集した大小さまざまな情報から戦局を推理するため、シャナルアなどからは戦場のホームズと呼ばれている。オリバーノーツにおける戦闘後、基地司令のドレイムスの命令で、ディーヴァに配属される。初の艦長就任で緊張するナトーラを気遣い激励するなど、社交性の高さも見せる。その後は経験に乏しいナトーラに代わり、フリットと共同で艦の行動指針を決める役目を担う。ルナベース攻防戦ではプラズマダイバーミサイル発射の命令を出した上層部の意図を汲んで基地内部に突入し、ヴェイガン側に降伏勧告を受諾させる。キオの不殺の戦い方には疑問を抱いており、それを止めるよう忠告する。ラ・グラミス攻略戦のさなか、ゴドムの駆るグルドリンを撃破した直後に、背後に迫っていた敵艦に叩きつけられ、機体が大破して挟まり、脱出できなくなる。自身の最期を悟り、ナトーラを説得して撃たせたディーヴァのフォトンブラスターキャノンの光芒にのまれ戦死する。
登場時の一人称は「私」だったが翌週の放送以降は「俺」（後述する『クライマックスヒーロー』では最初から「オレ」）に統一された。
『クライマックスヒーロー』では早い段階でキオを高評価し、「救世主」として称える。そのため、アニメ版とは逆にキオの不殺戦法を好評価する。ザナルドの攻撃からキオを庇い負傷するが、バーストモードを発動させたキオに救われる。
小説版の第4巻では妻子がいることが言及されている。
シャナルア・マレン
声 - 朴璐美
女性、27歳。アビス隊に所属する中尉。両親を戦争で失い、難病の妹を抱えている過酷な境遇にありながらも、それを感じさせない気丈さと深い母性をもつ。戦争の現実感が乏しいキオを気にかけ、一人の大人と同じパイロットとしての両方の視点から彼を導く。実は妹の治療費を稼ぐためにヴェイガンに内通しており、彼女の情報漏洩がヴェイガンによるロストロウラン襲撃の要因となる。内通が明るみとなるとロストロウラン到着直前にクランシェで逃亡し、追ってきたキオに裏入りの真意を告げる。しかし、そのさなかに奇襲を仕掛けてきたダレスト・グーンのウロッゾからキオを庇って相打ちとなり、キオに強く生きるよう告げながら戦死する。フリットは仮にシャナルアが生還しても反逆者として罰を受けることは免れないとキオに話しており、彼女の死はキオを成長させるきっかけとなる。
小説版第3部では、キオを庇った際に受けた攻撃で生きながら焼かれるという無残な最期を遂げるが、残された彼女の妹は、フリットの配慮によって連邦管轄の病院で治療が受けられることになる。
『クライマックスヒーロー』ではスパイとしては描かれておらず、甲斐甲斐しくキオを世話する場面が強調されている。その後、乗機を撃破され、キオに看取られながら息を引き取る。
デレク・ジャックロウ
声 - 安元洋貴
男性、32歳。アビス隊に所属する中尉。搭乗機はクランシェ。以前に所属していた部隊の同僚たちが全滅したことにトラウマを抱えており、アビス隊に配属されたあとも震える手を抑えながら戦っている。オリバーノーツの戦闘後からディーヴァに配属される。ロストロウラン攻防戦前には、シャナルアの裏切りをセリックに知らせる。ラ・グラミス攻防戦の最中、敵艦隊の異変に気が付き、みずからダミーの敵艦に近づいた直後にディグマゼノン砲の直撃を受け、戦死する。
ジョナサン・ギスターブ
声 - 小野友樹
男性、25歳。アビス隊に所属する少尉。搭乗機はクランシェ。真面目な青年だが、自身の家族を奪ったヴェイガンに強い敵対心をもっている。自身を何度も助けてくれたセリックに恩義と忠誠心を抱いており、彼の戦死に涙する。ラ・グラミス攻防戦では、オブライトとともにアビス隊の中で最後まで生き残り、セリックの仇を討つためにフラムのフォーンファルシアに挑むも返り討ちに遭い、戦死する。
オブライト・ローレイン
ジェノアスOカスタムに搭乗するMSパイロット。
詳細は「#オブライト・ローレイン」を参照。
ウットビット・ガンヘイル
声 - 大畑伸太郎
男性、15歳。アリーサの息子で、ディケの孫。髪色以外は14歳時のディケに瓜二つの容姿をしている。母の反対を押し切って軍人となり、整備員としてディーヴァに配属される。師であり上司であるロディを深く尊敬しており、彼を侮辱した者には激しい怒りを見せる。アスノ家出身であるという理由でガンダムのパイロットを務めるキオを快く思っておらず、当初は彼に敵対的な態度を取るが、ファントム3との戦闘でみずからGホッパーで出撃した際にキオの戦う姿を見て認識を改め、ぶっきらぼうながらも彼を認める。その後はキオへの態度も軟化し、やがて親友となっていく。
小説版第3部では粛清を行ったフリットのことも嫌っていたが、フリットに一喝された際、フリットとディケの友情を知り、フリットに対する態度も軟化する。
小説版第4部では最終決戦の際、AGEビルダーを用いたオペレートでキオを補佐する。
ロディ・マッドーナ
ディーヴァの整備士。マッドーナ工房の二代目。
詳細は「#ロディ・マッドーナ」を参照。

#### 第3部・第4部のその他の連邦軍人
アンディ・ドレイムス
声 - 浜田賢二
男性。オリバーノーツ基地司令官を務める大佐。退役後も軍で権威を振るうフリットを疎んでおり、そんな彼からディーヴァの発進を命じられると、意趣返しとして基地内の問題児や目障りな人間たちをクルーにあてがう。
小説版第3部ではフリットやアルグレアスを含めた連邦軍上層部を疎ましく思っているものの、一方で部下や民間人思いの良心的な人物として描かれている。ナトーラを初めとした問題あるクルーをディーヴァに配属させたのも意趣返しではなく、「痩せても枯れても英雄フリットとガンダムの組み合わせ」が居るディーヴァに配属して新兵たちの生存率を上げるためであった。また、ディーヴァとガンダムを敵の目を惹きつけさせオリバーノーツ市民を脱出させるためでもあった。
第4部ではルナベース奪還作戦の作戦会議に参加しているが、小説版ではディーヴァを発進させ避難民を全員脱出させた後、オリバーノーツ基地とマスドライバーを自爆させヴェイガンを巻き込みながら戦死した。
フレデリック・アルグレアス
地球連邦軍の総司令。
詳細は「#フレデリック・アルグレアス」を参照。

### 宇宙海賊ビシディアン
キャプテン・アッシュ
声 - 鳥海浩輔
ビシディアンの首領（キャプテン）であり、ガンダムAGE-2ダークハウンドのパイロット。
詳細は「#アセム・アスノ」を参照。
ラドック・ホーン
声 - 杉野博臣
アッシュの副官を務める髭面の男性。アッシュが出撃する際は戦艦バロノークの指揮を代行する。ラ・グラミス攻防戦ではステルスシステムを利用してディーヴァに近づき、ディーヴァの乗員全員をバロノークに避難させる。
外伝漫画『〜追憶のシド〜』からの登場人物で、シャルドール ローグを乗機としている。

### 第3部・第4部の民間人
タク、ユウ、ルッカ
声 - 園崎未恵（タク）、進藤尚美（ユウ）、大亀あすか（ルッカ）
オリバーノーツがヴェイガンに襲われた際、キオに助けられディーヴァに保護された子どもたち。ルッカのみ女の子。世話役のウェンディに懐いている。
家族は月近くのコロニーに避難しているため、艦ごと宇宙へと上がる。ヴェイガンに捕らえられていたキオが地球圏に帰還したあとに、艦を降りて親元に帰る。タクは父親、ユウとルッカはそれぞれの母親が登場する。

### 第3部・第4部のヴェイガン
ゼハート・ガレット
ヴェイガンの指揮官で､ギラーガやウロッゾRに搭乗するMSパイロット。
詳細は「#ゼハート・ガレット」を参照。
フェザール・イゼルカント
ヴェイガンの最高指導者。
詳細は「#フェザール・イゼルカント」を参照。
ザナルド・ベイハート
声 - 江川央生
男性、49歳。イゼルカントの側近。顔のデバイスと肥満体が特徴。衛星軌道上より地球侵攻作戦を指揮し、自身も専用機の「ザムドラーグ」を駆って前線に立つ。ヴェイガン内ではタカ派的な思想をもち、手ぬるい指令を下すイゼルカントに不審と不満を抱いている。若くしてイゼルカントに重用されているゼハートとは折り合いが悪く、彼の監視役として部下のフラムを差し向ける。ゼハートとのディーヴァ挟撃作戦ではみずから出撃し、ゼハートの手柄を奪うかたちでAGE-3ごとキオを捕獲する。キオの監視をイゼルカントに進言する一方で、鹵獲したAGE-3のデータが反映されたレギルスの開発を進める。ラ・グラミス攻防戦では、プロジェクト・エデンの全権を任されたゼハートへの反発から謀反を起こす。ゼハートへは「たまたま貴様らが射線上にいただけ」と暴言を吐き、ゼハートをイゼルカントの後継者として認めないことを告げ、戦場に出撃。キオとの戦闘で大破して漂っていたディーンのジルスベインを、ごみ同然に破壊する。しかし、これ逆上したキオの「FXバーストモード」の攻撃を受け、乗機を破壊されて辛くも脱出する。その後は母艦に戻って指揮を執るが、ゼハートの命令で味方を犠牲に背後から放たれたディグマゼノン砲の閃光に呑み込まれ、ゼハートへの恨み言を叫びながら戦死する。
小説版第3部では一人称がアニメ版・『PSP版』の「私」から「オレ」に変更され、体のいくつかの部分をサイボーグ化しており、長きに渡ってヴェイガンを支え続けている良将にして親分肌の人物となっている。コロニー事故で当時16歳の息子を亡くしたことも語られた。
小説版第4部では本編とは異なり戦死はせず、イゼルカント個人ではなくあくまでヴェイガン全体のために戦い続る。また、アニメのようなゼハートへの妨害は行わず、ゼハートの戦死後には彼のことを憎からずも認めていた発言をする。ラ・グラミス攻防戦後、アセムたちとともにEXA-DBを狙う者たちと戦ったことが語られている。
『PSP版』では、元孤児であり、自分を今の立場まで引き上げてくれたイゼルカントに尊敬の念を抱いているとされる。
漫画版『Final evolution』ではティグマゼノン砲の巻き添えを食らわずキオと交戦するが、激闘の末に敗北し、撤退中にフリットに撃破される。
『クライマックスヒーロー』では一人称が小説版同様に、「オレ」に変更され、より好戦的で粗暴な性格になっている。ゼハートに敵愾心を抱いているがアニメ版のような謀反を働かない。戦功を焦り、キオを撃墜しようとするがセリックに阻まれる。最期はFXバーストモードを発動したキオのAGE-FXに敗れる。
ファントム3
砂漠戦用MS「ゴメル」を主力とする3人一組の精鋭部隊。「ファントム3」は連邦側の呼称であり、亡霊のごとく敵を砂中に引きずり込むことからこう呼ばれる。3機で敵の周りを高速旋回し、巻き上げた砂嵐の中で仕留める三位一体の攻撃「デルタアタック」を切り札とする。ロストロウランへの道中であったディーヴァに襲い掛かるが撃退され、宇宙に転戦後は、乗機をパープルカラーのダナジンに変えてサルガッソー宙域で再戦を挑むも敗北する。デモンとグラットの戦死後、唯一の生き残りであるゴドムは、部下の恨みを晴らすためにラ・グラミス攻防戦で未完成機のグルドリンに搭乗して出撃するが、セリックに敗れて戦死。彼の死を以って部隊は壊滅する。
ゴドム・タイナム
声 - 真殿光昭
男性、47歳。部隊長 。赤紫色の豊かな長髪と顔に刻まれた傷痕が特徴。豪胆さと冷静さを併せ持ち、部下たちへの情も深い。砂漠の戦闘で戦死した仇討ちを果たすべく、サルガッソー宙域でAGE-3を襲撃するが、アセムのダークハウンドに退けられたうえに、残った部下グラットを失う。ラ・グラミス攻防戦では、調整中だった乗機に代わって未完成機のグルドリンで出撃するが、単調な攻撃パターンをセリックに読まれ敗北する。それでも執念でクランシェカスタムの頭部を鷲づかみにして一矢報いようとするも、至近距離から連続射撃を叩き込まれ、ガンダム打倒の悲願を果たせないまま戦死する。
小説版第3部では彼の傷の由来が語られている。
小説版第4部では、最終決戦直前に老齢となった妻や幼い孫たちと束の間の幸せを過ごし、またキオの進言によって亡きデモンやグラットの家族にもマーズレイに対する薬が支給されるようになったことに感謝するが、部下たちの敵討ち自体は曲げずに敵対の意志を示す。直後に新兵のディーンと出会い、彼に男女の愛の何たるかを講義したあとに酒の付き合いをさせる。グルドリンに搭乗する際も、脱出装置がないことを承知しており、自身を「亡霊」と称したいえで乗り込む。
グラット・オットー
声 - 松田健一郎
男性、34歳。武骨な風貌と性格が特徴で、手段を選ばず冷徹に任務を遂行する。サルガッソー宙域の戦闘でゴドムとともにAGE-3を追い詰めるが、割り込んできたダークハウンドに乗機を破壊され、戦死する。
小説版第3部では、アセムとの戦いで電流攻撃により戦死するが、彼のダナジンはAGE-3に組み付いたままの状態であり、死後も怨念のごとくAGE-3を拘束し続け、キオはコアファイターを分離して脱出することができずにヴェイガンに捕獲される。
デモン・ラージ
声 - 小野友樹
男性、22歳。部隊では最年少で、青い長髪と端整な顔つきの青年。ゴドムたちを兄のように慕う。AGE-3フォートレスとの戦闘で至近距離から砲撃を喰らい、部隊最初の戦死者となる。死後はゴドムたちの手で墓標を立てられ弔われる。
小説版第3部では病気の妹がいることが語られている。
フラム・ナラ
声 - 寿美菜子
女性、18歳。「ノートラム」攻防戦で死亡したドール・フロストの妹。ツインテールに束ねられた薄紫色の髪が特徴で、パイロットスーツ着用時はシニヨン（団子状）にまとめている。可憐な容姿とは裏腹に、自他ともに厳しい軍人らしい性格。
ロストロウランでの戦闘後にザナルドの命を受け、ゼハートの副官兼監視役として地球侵攻軍に配属される。当初は兄が命を懸けて守ったゼハートを見極めるという個人的な思惑から任務に従事するが、純粋に祖国や部下たちを思うゼハートの人間性に触れ、本心から彼を慕うととももちその身を案じるようになる。自身も兄と同じ高位のXラウンダーであり、専用機の「フォーンファルシア」に搭乗する。攻防戦後には保身を図った基地司令官のアローンを殺害する。ラ・グラミス攻防戦では、死ぬと知りながらもゼハートの命令に従い、ディグマゼノン砲の射線軸上にディーヴァとガンダムを引き付けるべく奮戦する。キオとの戦いでも彼を圧倒し、ジョナサンを撃破するもののオブライトと相討ちになる。最期の瞬間にはゼハートと解り合い、安らかな表情でディグマゼノン砲の光に包まれ死亡する。
『MOE』では上官のザナルドは登場せず、兄のドールが命をかける価値があったのかを見定めるため、レイルとともに自身の意思で補佐官となる。ゼハートには地球に潜伏していた部隊の蜂起や、ラ・グラミスによるビッグリング破壊計画を報告する。ラ・グラミス攻防戦前にはゼハートから自分が大切な人間であることを伝えられ、死ぬ間際のゼハートの幻影との会話では、彼女からゼハートにキスをする場面が新たに追加されている。
小説版第3部では、ゼハートがコールドスリープから目覚めてすぐに彼の部下となる。
小説版第4部では、子どものキオが戦場に出ることを良しとしない場面が描かれた。
レイル・ライト
声 - 大原崇
男性、19歳。ゼハートの部下。栗色の跳ねっ毛と額のビンディが特徴。控えめながらも芯の強い性格。ロストロウラン攻防戦ではウロッゾを駆ってゼハートに同行し、プラズマ粒子爆弾の設置作業を行う。宇宙に転戦後は、ゼハートから「EXA-DB」捜索の別働隊の編成と指揮を任される。その後、ゼハートとの合流時にEXA-DBの大よその所在とシドの存在をゼハートに報告する。ゼハートとシドの戦闘では、みずから干渉はせずに戦況を見守る。ラ・グラミス攻防戦では、ゼハートのギラーガを改修したギラーガ改を駆りフラムとともに奮戦するが、オブライトに乗機をビームサーベルで貫かれて戦死する。
『MOE』では、コールドスリープから目覚めたゼハートに対し、補佐官として着任したことやゼハートが眠っていた期間を伝える。
小説版第4部では、ジラードの戦死後い突然出現したヴェイガンギアの攻撃で負傷。そのままゼハートの乗るレギルスを逃がすために特攻死する。彼の死は、ゼハートにかつてのドール・フロストの最期を思い出させる。
ダレスト・グーン
声 - 樋口智透
男性、20歳。ゼハートの部下。シャナルアと密会をしていた男。彼女へスパイ行為の見返りとして金貨を渡していた。ロストロウラン攻防戦ではウロッゾに搭乗してAGE-3を狙うも、それを庇ったシャナルア機と相打ちになり、戦死する。お互いに敵機のパイロットを知らなかったが、皮肉にも関連を持つ二人が同時に命を落とす結果となった。
ドレーネ・イゼルカント
声 - 園崎未恵
女性。イゼルカントの妻で、ヴェイガンにおけるファーストレディ的存在。艶やかな黒髪と紅い瞳が特徴。イゼルカントの居城へ連れられて来たキオに亡き息子・ロミの面影を抱く。余命少ない夫を支えつつ、「プロジェクト・エデン」の成功を願う。第4部では、危篤状態となった夫の死を看取り涙する。
小説版第4部では夫の死後、「イヴァースシステム」の開発に携わった。
ロミ・イゼルカント
声 - 恒松あゆみ
男性。マーズレイにより夭折したイゼルカント夫妻の息子。キオによく似た顔立ちをしており、彼の姿を両親は息子の生まれ変わりと思っていた。生前は地球の自然に憧れ、死の直前にも地球で生まれ変わりたいという言葉を両親に遺した。彼の死はイゼルカントの暴走の要因となった。
ディーン・アノン
声 - 柿原徹也
男性、15歳。「セカンドムーン」市街に住む少年。病床に伏している妹・ルウを支えながら生活している。自身らを火星圏に追いやった連邦を憎み、ヴェイガンの地球帰還を強く願っている。街で物盗りにあったキオを救い、彼を自宅に招く。素性の知れないキオを当初は警戒するが、来客に喜ぶルウの姿を見て態度を改める。自宅でルウの死を看取ると、彼女の最期の願いを叶えてくれたキオに感謝を述べ、遺品である絵日記を渡す。その後、「ルウの墓を地球に作る」という願いを実現するため軍へと志願する。ラ・グラミス攻防戦までにキオがガンダムのパイロットであったことを知らされ、自身も彼と同じXラウンダー能力に目覚めていた。Xラウンダー専用機のジルスベインを駆ってキオとのAGE-FXと対峙するが、両腕を破壊され敗北する。そして、キオの涙の説得を聞いて和解を果たすが、ザナルドに背後から撃たれ戦死する。
『MOE』では、A.G.201年にゼハートやフラムとともに彼とルウの墓も地球に建てられたことが描かれている。
小説版第4部ではキオの説得の後、戦争を止めるために戦うも、裏切り者としてザナルドに粛清される。
ルウ・アノン
声 - 伊藤かな恵
女性、12歳。ディーンの妹。末期のマーズレイに侵されており、自宅でほとんど寝たきりの生活を送っている。普段は明るく天真爛漫に振る舞っているが、いずれ自分に訪れる死に怯えている。長い闘病生活の反動から再び外を出歩くことを夢見ており、風景や自分がやりたいことを絵日記に描くことで気を紛らわせている。ディーンに招かれたキオに興味を抱き、やがて淡い思いを寄せる。キオがイゼルカントからもらってきた薬によって一時的に病状が安定し、キオとの念願の外出を果たすが、その翌日に安らかな表情で亡くなる。
ジラード・スプリガン
声 - 柚木涼香
女性、29歳。ヴェイガンに与する元連邦軍大佐で、エース級の実力を持つXラウンダーパイロット。本名はレイナ・スプリガン。身長は182センチメートル。搭乗機はGバウンサーをベースとしたXラウンダー専用機「ティエルヴァ」。第3部では名前のみの登場で、第4部では愛機ごとヴェイガンに寝返りルナベースに居座っている。
連邦軍時代は希少なXラウンダーパイロットとして新型MSの評価試験を担当していたが、Xラウンダー用増幅装置の暴走事故により重傷を負い、同僚で恋人のジラード・フォーネル少佐を亡くしている。のちにこの事故は連邦上層部の意向で引き起こされたものであると判明するが、上層部は事故の責任をフォーネル個人に押し付け、レイナにも大佐への2階級特進と引き換えに真相の口止めを要求した。この連邦の腐敗体質に強い絶望と憎悪を覚えたすえに、本来の名を捨て亡き恋人の名「ジラード」を名乗るようになる。
ルナベース攻防戦で膠着状態となった戦況を見かねてみずから出撃し、キオのAGE-FXと交戦する。戦闘中も説得を試みようとするキオを跳ねつけ追い詰めるが、Xラウンダー能力の共鳴現象によって暴走状態となり、敵味方のビット兵器の制御を奪い無差別攻撃を繰りかえすようになる。そのさなかに恋人を返して欲しいという自身の本心をキオに打ち明けるが、直後にフリットが放った一撃により乗機を撃墜され、戦死する。
小説版第4部では名門家の令嬢であることが語られた。ゼハートに思いを寄せるフラムに過去の自分を見て、穢れを知らない乙女なフラムに対し、ベルギーのチョコの血塗られた由来を語った後に口移しで食べさせるという妖しげな行動を行う。散り際にはキオにXラウンダーの力を踏み誤らないように忠告する。
『クライマックスヒーロー』では「間違った作戦」によって仲間を失い連邦軍を裏切るが、キオとゼハートに救出されて生存し、ゼハートに諭されて再び生きることを決意する。
アローン・シモンズ
声 - 白熊寛嗣
男性、42歳。元連邦軍所属で、月面基地ルナベースの司令官。連邦の腐敗ぶりを体現した自己保身的な人物で、基地を丸ごと差し出すかたちでヴェイガンに寝返る。フォーネルの事故死の隠蔽工作に加担した人物のひとりで、連邦への不信感を強めていたジラードをそそのかし味方に引き入れた。ルナベース攻防戦のさなか、味方の劣勢をいち早く察して、見張りの兵を射殺しつつ脱出艇でひとり逃げ出す。ルナベースを放棄して退却するヴェイガンに救助を要請するが、報告ですでに真相を知るフラムに保身を図った行動を「汚らわしい」と罵倒され、彼女のフォーンファルシアに脱出艇ごと潰されて誅殺される。
『クライマックスヒーロー』には未登場であり、ルナベースがどのような経緯によってヴェイガンに奪われたかは描かれていない。
小説版第4部にも未登場だが、ルナベースが制圧された直後、彼ら腐敗した連邦の将校達はジラード・スプリガンによって（ノーマルスーツを着ていない）生身のままでエアロックの向こうにへと放り出されて亡くなったことが語られた。
『PSP版』は司令室でゼハートたちと会話する場面のみ登場し、アニメの逃亡を図ってフラムに殺されるまでの場面に相当する描写がなく消息不明である。
ファルク・オクラムド
声 - 松本大
男性、50歳。宇宙要塞ラ・グラミスの司令官。濃い青髭と赤い長髪のカツラが特徴。ゼハートの命令でラ・グラミスを分割し、セカンドムーンと結合させてディグマゼノン砲の再発射作業を行う。ゼハート戦死の報を聞き、最後の切り札としてゼラ・ギンスを出撃させるが、シドと合体したゼラのヴェイガンギアがセカンドムーンに捕りついたため、要塞のエネルギー逆流が起き、崩壊が始まる。フリットの要請で連邦とヴェイガン両軍によるセカンドムーン救援作業が行われた際、連邦軍に通信を繋ぎ、暴走状態となったゼラとヴェイガンギア・シドの対処を依頼する。
小説版第4部ではいつ崩壊するかも分からない要塞内でヴェイガンと連邦のために指揮を執り続け、アルグレアスから「成すべきを成し、成さざるべきを成さなかった」と評され、後の世に戦争末期の名将として名を残したとされている。
ゼラ・ギンス
声 - 浪川大輔
男性。培養カプセル内で眠っていた、イゼルカントがみずからの遺伝子をもとに生み出した人工生命体（クローン）。ウェーブのかかった水色の長髪と、イゼルカントに似た金色の瞳が特徴。ベース体であるイゼルカントの高度なXラウンダー能力を受け継いだヴェイガン最強のパイロット。イゼルカントの後継者としてヴェイガンの全権を担うはずだったが、覚醒前にイゼルカントの病状が悪化したため、急遽ゼハートの補佐役としての役目を与えられる。感情の起伏がいっさいなく、敵の撃墜・殲滅のみを行動の指標とする機械のような人物。ラ・グラミス攻防戦では、ゼハートの戦死により追い詰められたオクラムドの指示で、急遽ヴェイガンギアで出撃する。フリットやアセム、キオのガンダム3機の連携攻撃の前に苦戦するも、そこへ復活を果たし飛来したシドにヴェイガンギアごと取り込まれ、ヴェイガンギア・シドとなる。それでもシドの本能を抑えることができず、自身の機械的な自我と同調して暴走する。その後、セカンドムーンに接触しラ・グラミスのエネルギーを吸収するが、要塞は崩壊を始める。フリットの全軍への通信により両軍によるセカンドムーン救援作業が行われるが、ガンダムと連邦軍の殲滅という役目のために彼らの前に姿を現す。しかし、共闘した両軍の攻撃により行動を抑えられ、最後はキオが発動した「FXバーストモード」により機体を破壊され、自身はキオの手でコックピットから無事救出される。その後の去就は不明。
小説版第4部では、シドの力ですべてを管理する道を選ぶが、キオの説得で管理以外での平和への道を進むことにする。

## テレビアニメ版以外の登場人物

### 小説版オリジナルの登場人物
クライネ・ドルドムント
第1部に登場。女性、26歳。アリンストン基地所属のMSパイロットで、階級は中尉。合計2ページのみの登場だが、褐色の肌でダンスが得意、フリットにとって憧れの人であったが恋人がいた、というプロフィールが語られている:75-76頁。同じMS隊にはチェンミン、アブドゥル、マリー、エンリケという名前の隊員がいたが、いずれも「ノーラ」を襲撃してきたUEとの戦闘で撃墜され、最後のひとりとなったクライネもまた、自分の不甲斐なさをフリットに詫びながら戦死する:75-76頁。
乗機はモスグリーンで塗装されたコマンダータイプのジェノアスで、AGE-1用に開発されたビームダガーを試験的に搭載している:75頁。
フリージア・マキャフリィ
第1部に登場。女性。地球連邦軍の憲兵大佐。正確な年齢は不明で、グルーデックに近いとだけ記述されている。役割はアニメ本編第5話に登場する憲兵とほぼ同じ。
エマヌエル
第1部に登場。階級は中尉。「ファーデーン」に駐留するジェノアス隊の小隊長。レムシャイドとキム・ファンランという名の部下を率いて偵察中、UEの奇襲を受け、コクピットから脱出しようとしたところを握り潰され、恋人の名を叫びながら肉塊となって戦死する:41-45頁。
死の直前まで「ノーラ」への被害や「ザラム」と「エウバ」の抗争を他人ごとと捉えて軽口を叩いていたが、一方で翌月には軍を退役して恋人とともにパン屋を開業する予定を立てていた市井の人々でもあるとされ、その最期は想像力の欠如の報いにしても釣り合わないものであったと語られている:41-45頁。
トルケル・ヤーソン
第1部に登場。階級は少尉。連邦軍第8宇宙艦隊に所属するMSパイロット。乗機はビームガトリングガンを装備したジェノアス タイプ791。UEの攻撃で8人の仲間をすべて撃墜され半狂乱になるが、フリットのAGE-1に窮地を救われ、その非現実的な存在感に救世主の姿を重ねる:165-166頁。